# Наконечник стрелы

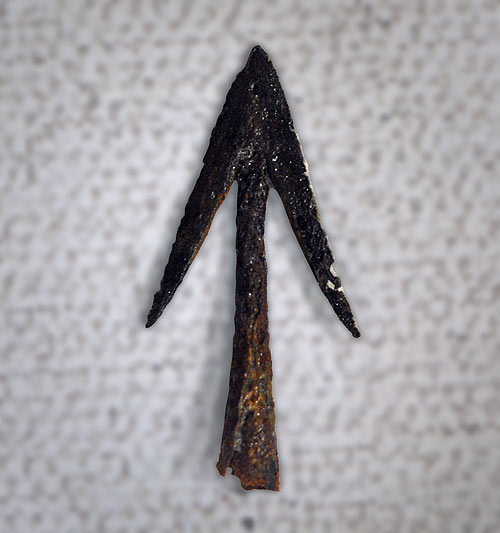
Наконечник стрелы. Белоруссия

Наконечник стрелы — передняя часть стрелы, непосредственно поражающая цель. Изготовляется из твёрдого материала (камень, кость, рог, раковины, металл и т. п.) или дерева. Обычно по размеру меньше и легче, чем наконечник дротика.
Отличить древнейшие каменные наконечники стрел от наконечников других видов древкового оружия не всегда просто. Согласно мнению одних исследователей, основным критерием является ширина крепёжной части наконечника, коррелирующая с толщиной древка. Согласно мнению других, различие следует устанавливать согласно сравнению веса, длины и толщины наконечников.

## Части наконечников стрел

### Каменные наконечники
- a — остриё, кончик (англ. point, tip);
- b — лезвие, кромка (англ. side, edge);

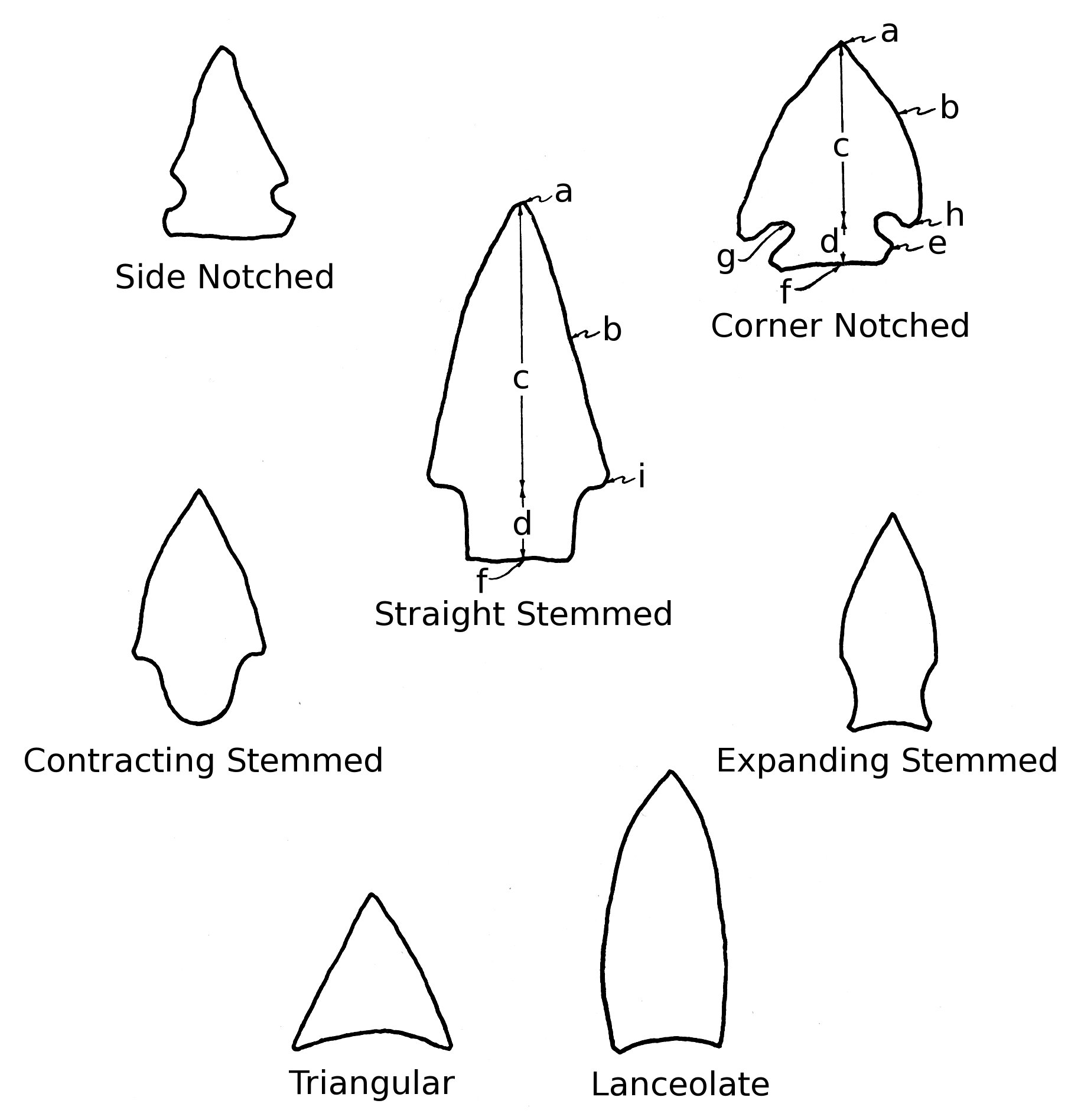

- c — грань (англ. blade, face), причём одна сторона — спинка (англ. face, dorsal surface; фр. revers, face externe), а другая — брюшко (англ. ventral surface; фр. avers, face ďeclatement, face plane, face interne);
- d — черешок, насад (англ. stem — черешок, tang — хвостовик, haft element — насад);
- e — ступенька, уступок — (англ. step);
- f — основание, насад, база (англ. base);
- g — выемка (англ. notch);
- h — шип, зубец (англ. hard, barb);
- i — плечико (англ. shoulder).

### Металлические наконечники
- Остриё, кончик, боёк — колющее окончание пера.
- Перо, боевая головка — проникающая, ударная часть.
- Ударная часть — в одном из вариантов, только часть пера от кончика до самой широкой части.
- Сторона — острый режущий край пера.
- Грань — поверхность пера, ограниченная сторонами.
- Лопасть — грань, возвышающаяся от основания пера.
- Ярус — уступ, образуемый стороной лопасти пера.
- Плечико — сторона пера, обращённая к древку.
- Шип, зубец, жальце — выступ, образуемый плечиком лопасти пера.
- Шейка — верхняя суженная часть насада, служащая основанием пера.
- Упор — выступ, ограничивающий перо наконечника стрелы при соединении с торцом верхнего конца древка. В другом варианте — сужающаяся в районе плечиков часть пера вместе с черешком.
- Насад — несущая часть, предназначенная для крепления к древку.
- Черешок — стержень насада, служащий для крепления в теле древка.
- Втулка — нижняя часть насада, в полости которой закрепляется древко.
- Свистулька, свистунка — свистящий в полёте дополнительный элемент некоторых наконечников.[3][4][5]

## Древнейшие наконечники стрел
В 2010 году появилось сообщение о находке в Южной Африке, в пещере Сибуду, предположительно пока самых первых в истории наконечников стрел. Это мелкие отщепы камня неправильных форм со следами крови, кости и крепёжной смолы. Их возраст составляет 64 000 лет. Этот памятник оставлен кроманьонцами среднего каменного века Африки. Целый ряд культур среднего палеолита Африки имеет в индустриях наконечники. Считается, что после перехода 50—30 тыс. л. н. к позднему каменному веку тысячелетиями лук и стрелы больше не использовались.

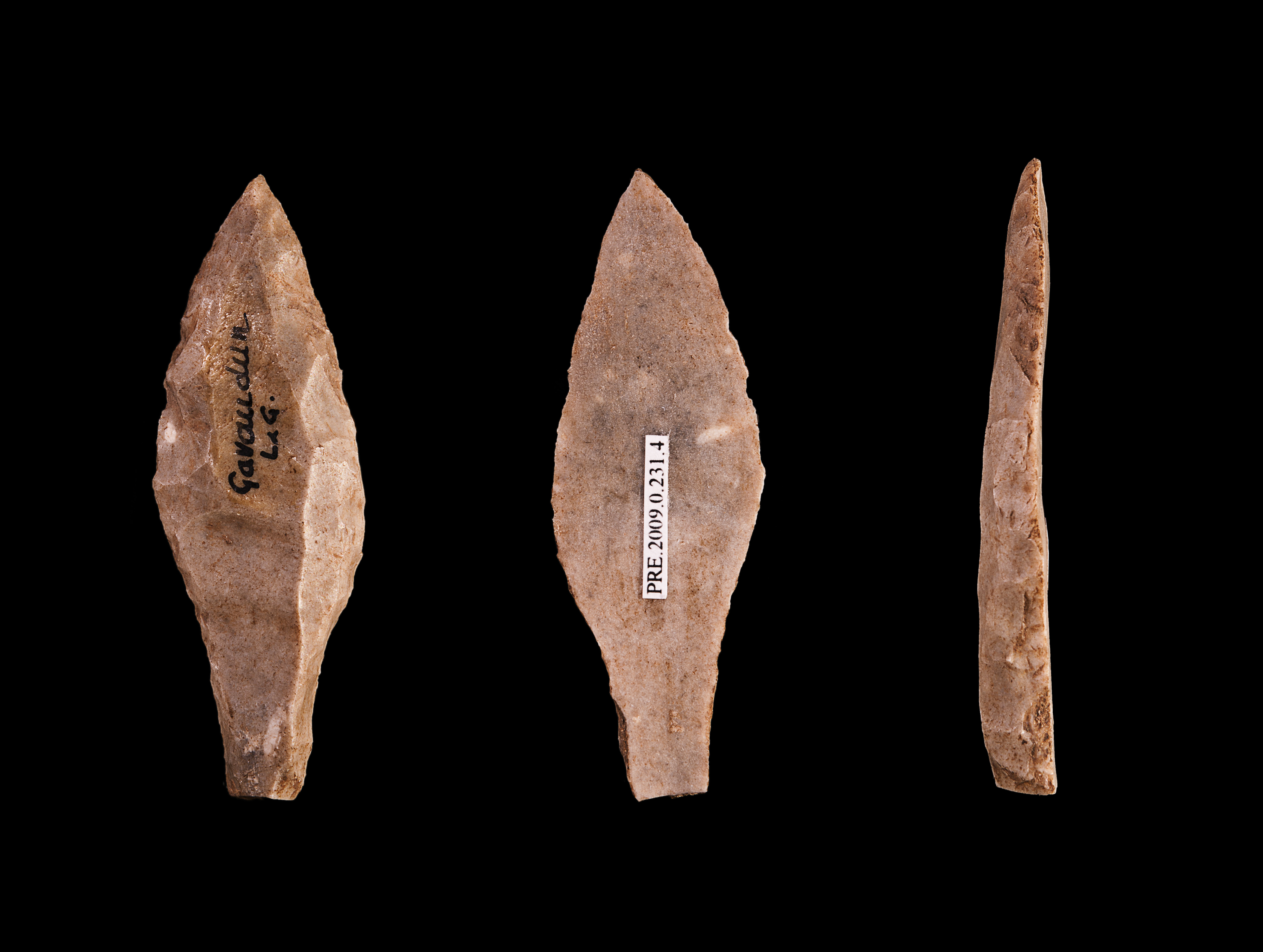
Кремнёвое остриё граветтской культуры

Хотя во многих индустриях последующих палеолитических культур имеются мелкие каменные острия, их не определяют как наконечники стрел.

## Наконечники стрел индустрий позднего палеолита

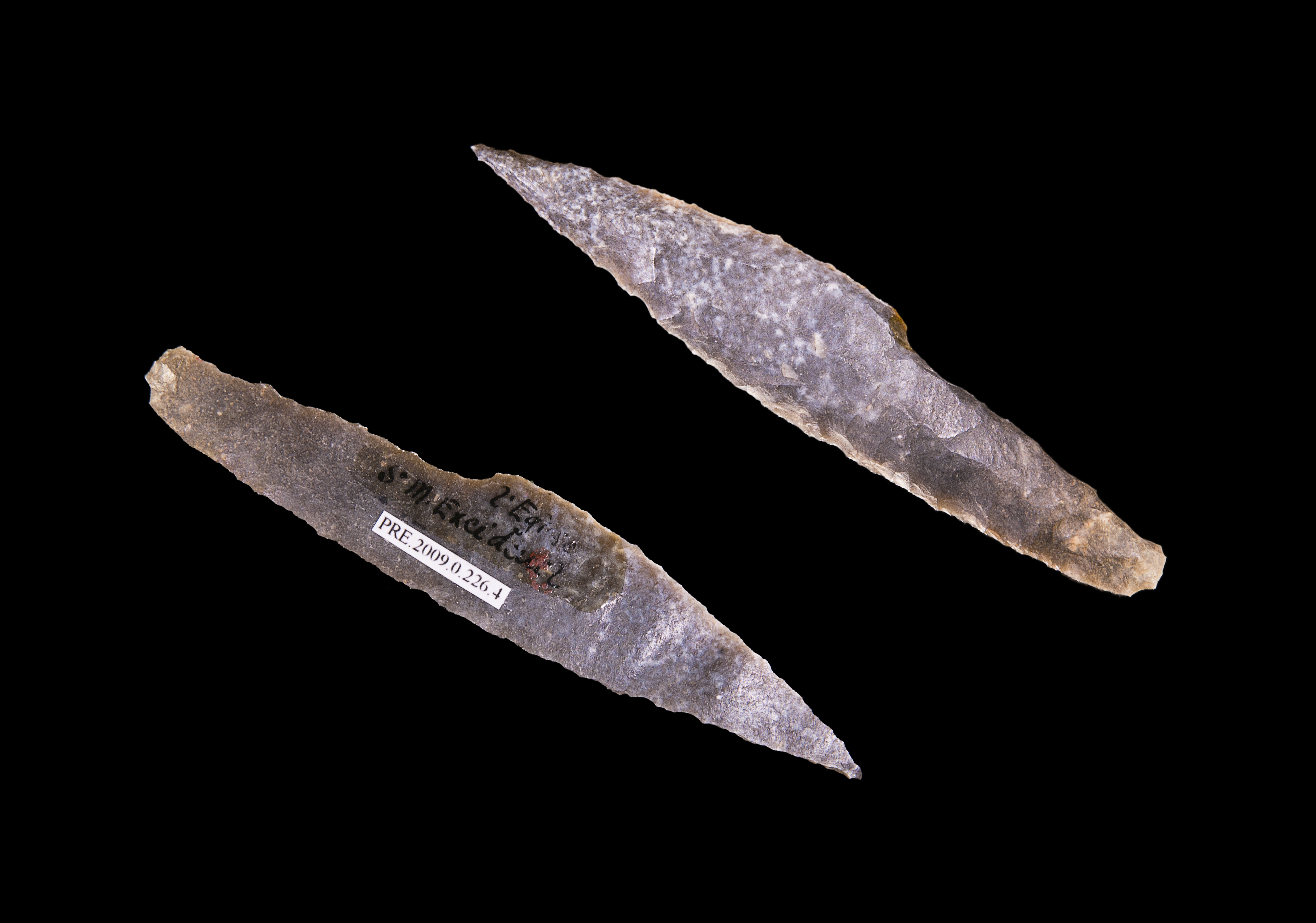
Кремнёвый наконечник солютрейской культуры

Самыми древнейшими вероятными наконечниками стрел в Европе являются наконечники стрелецкой культуры из ряда Костёнковских стоянок и стоянки Сунгирь, имеющие возраст 35—24 тыс. лет. Это двусторонне обработанные треугольные наконечники с прямым или вогнутым основанием, а также листовидные. Примерно к этому же периоду относятся находки мелких каменных и костяных наконечников в ряде культур Сибири.
Для Западной Европы первыми наконечниками стрел чаще определяют мелкие острия позднего этапа позднепалеолитической солютрейской культуры (22/18 тыс. — 17/15 тыс. л. до н. э.). Но указывается также, что невозможно пока точно различить наконечники стрел и дротиков. Поэтому есть указания и на более раннюю граветтскую культуру (28—21 тыс. л. до н. э.), и на более поздние.
Наконечники стрел солютрейской культуры отличаются тщательной покрывающей ретушью, но только со спинки. Брюшко ретушировано лишь на обоих кончиках. Выделяются несколько их видов:
- лавролистные;
- иволистные;
- с выемкой в основании, которая формирует два шипа;
- с боковой выемкой, образующей черешок и выступ, препятствующий выпадению орудия из тела животного (см. иллюстрацию);
- с боковой выемкой и шипом;
- с черешком (каталонский тип);
- черешковые с шипами (юго-восток Испании, финальный этап).

Культуры, сменившие солютрейскую, имели уже менее тщательно выполненные наконечники. Эти несколько позднепалеолитических культур Европы выделяются именно по своеобразию своих мелких наконечников (конечно, не только по ним), которые из-за их размеров относят к микролитам. Это такие культуры, как позднемадленская и гамбургская культуры (13000—9850 гг. до н. э.) и следующие за ними бромме, тьонгер, крезвел, лингби (10000—8000 гг. до н. э.), а затем аренсбургская, свидерская и др.

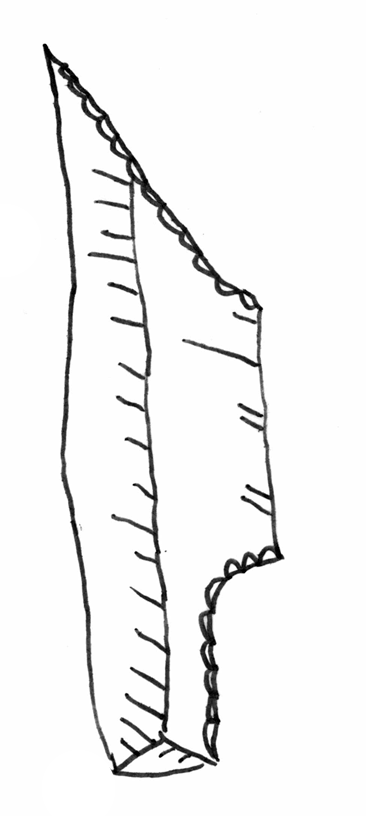
Наконечник гамбургской культуры
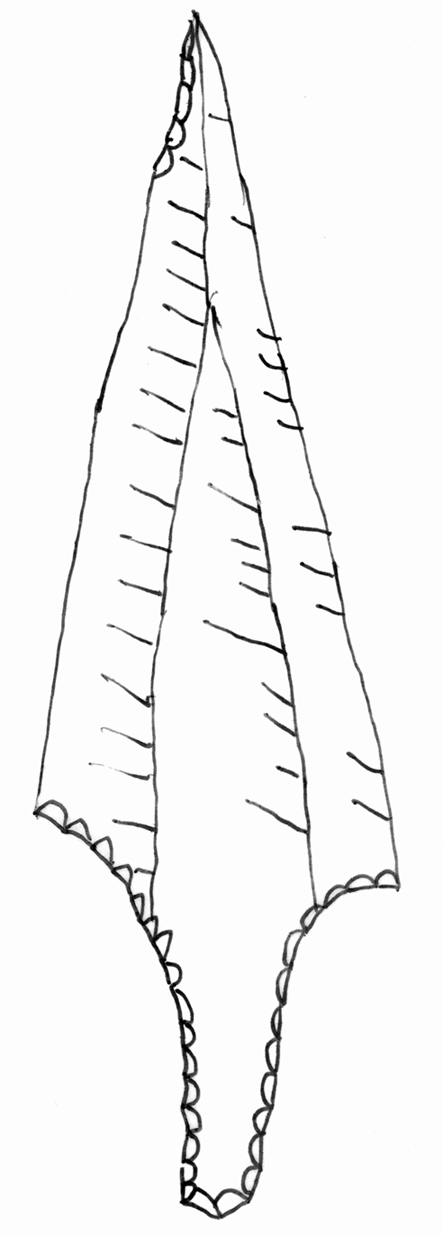
Наконечник культуры бромме
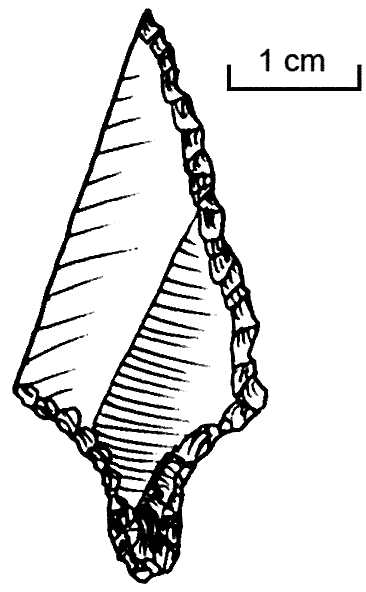
Наконечник аренсбургской культуры
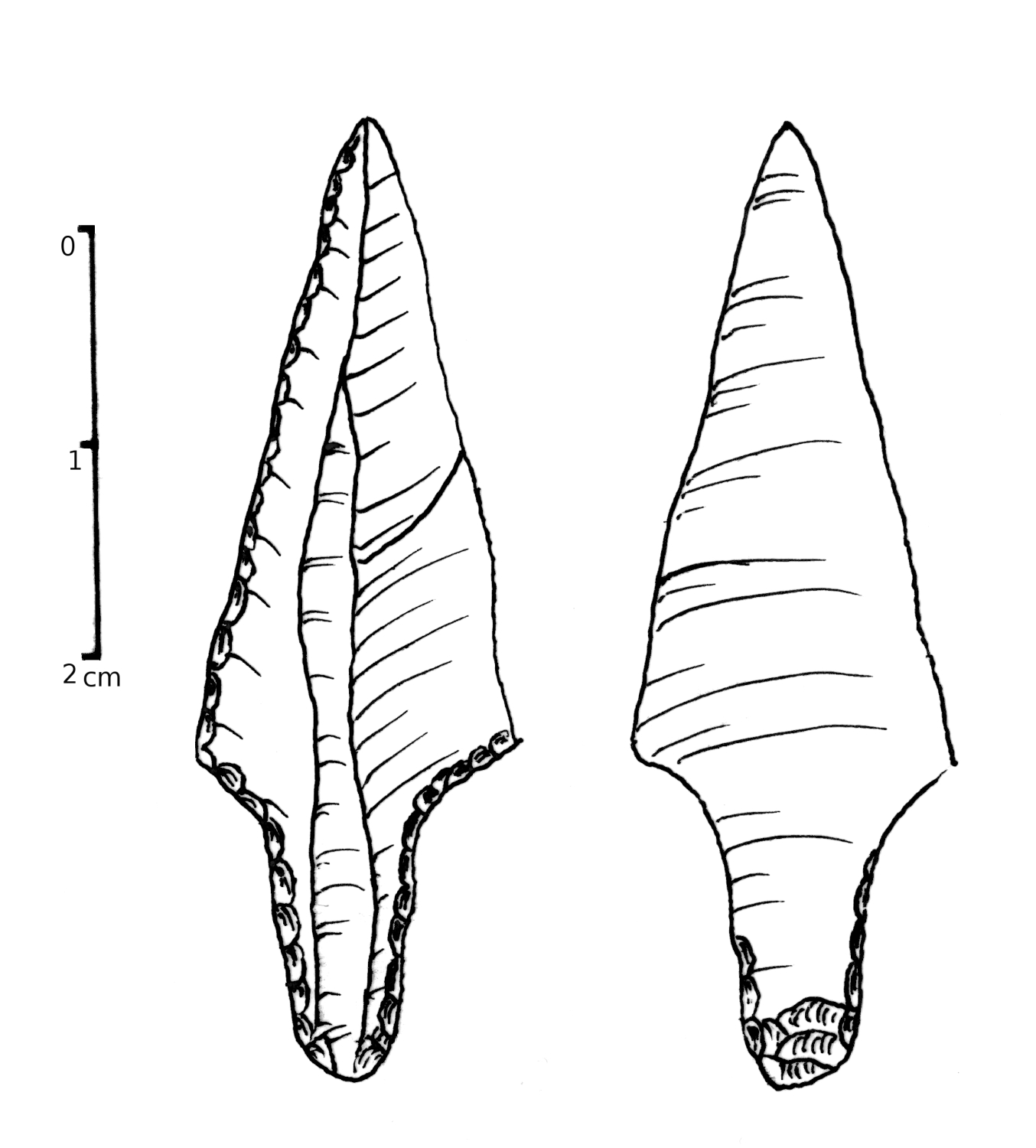
Наконечник свидерской культуры

Так, гамбургская индустрия отличается своими грубыми наконечниками с выемкой в основании и срезанным наискось усечённым ретушью лезвием. Незначительно улучшились наконечники в генетически связанной с гамбургской культуре лингби. Последующая аренсбургская культура имела как наконечники с несколько диагональным лезвием, так и симметричные черешковые наконечники. В гамбургской и аренсбургской культурах финального палеолита известны также находки древков стрел и луков.
В палеолите также широко применяли костяные наконечники, которые обычно представляют собой заострённые круглые стержни с плоской лопаточкой на другом конце. Этой частью наконечник и вставлялся в расщеп на торце древка.
Деревянные наконечники, конечно, тоже применяли. Для охоты на птиц кончик древка даже не надо было затачивать. Могли быть зарубки. Если делают остриё, то перед этим конец древка накаляют для твёрдости. Для охоты на пушного зверья и птиц могли применять и полностью деревянные стрелы с крупным утолщением на конце. Такие стрелы известны у многих народов в позднее время.

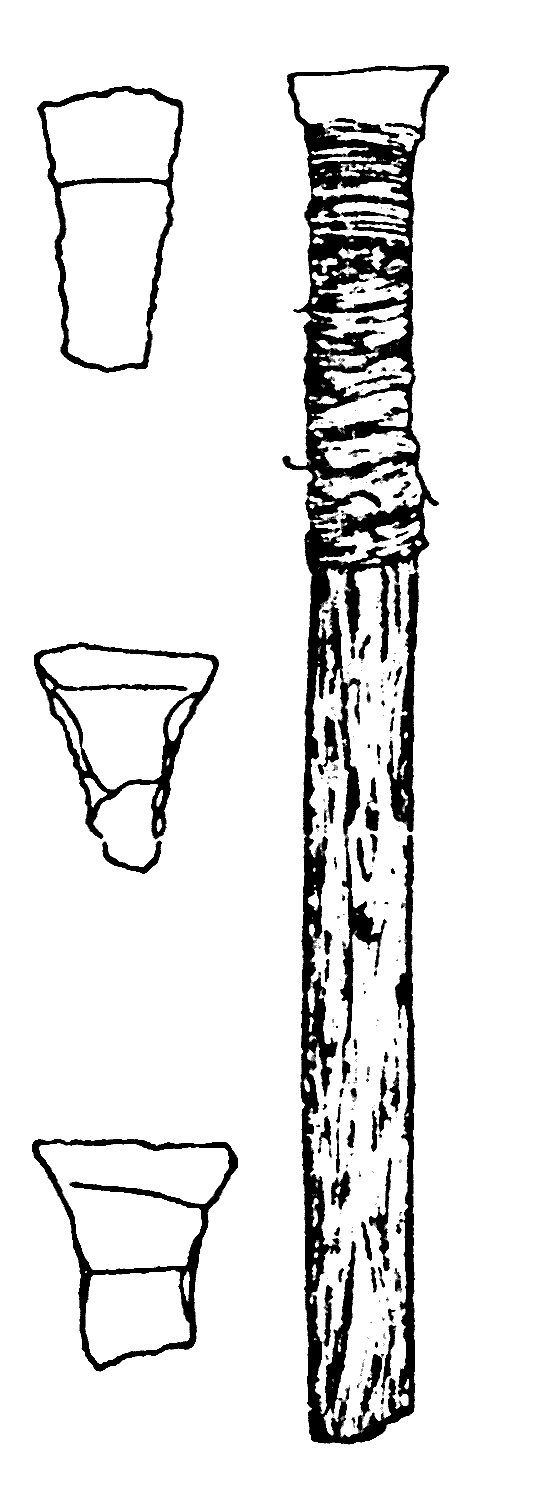
Стрела и наконечники типа транше. Мезолит

## Наконечники стрел мезолита

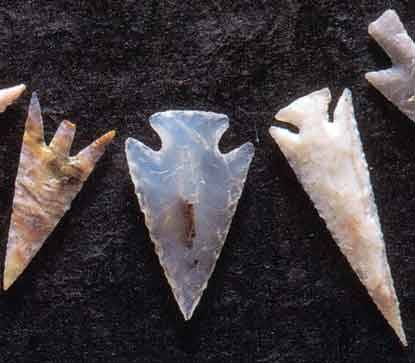
Наконечники из Техаса

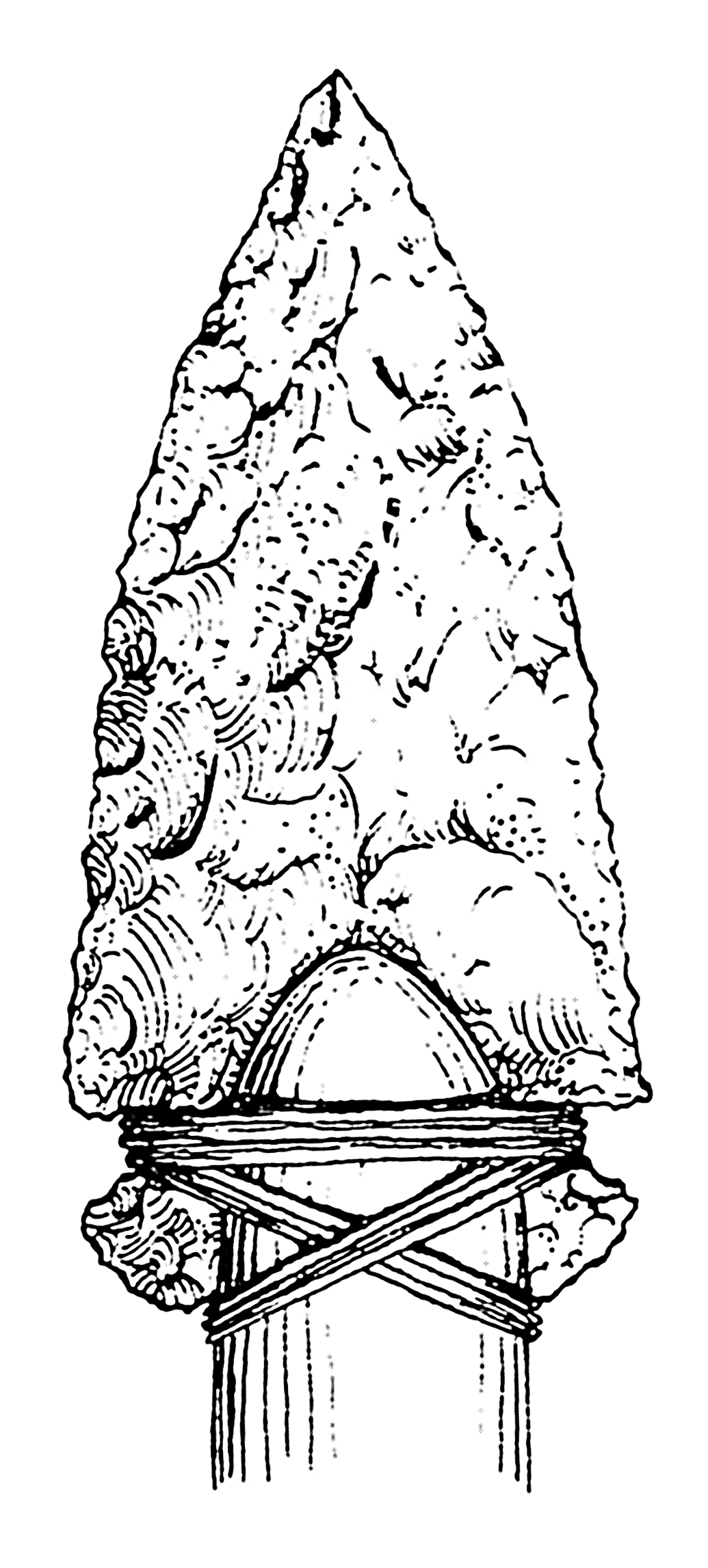
Крепление наконечника с выемками

Последние культуры финального палеолита относят также к эпохе мезолита. Мезолитические индустрии отличаются использованием наборных лезвий и наконечников, состоящих из мелких элементов — микролитов. Микролиты получали, раскалывая пластинку поперёк. Мезолитический наконечник мог состоять из одного микролита, который укрепляли на древке по-разному, в том числе и в виде долота (с микролитом-трапецией). Эти поперечные торцовые наконечники называют «транше» (фр. tranchet, буквально — зубило). Они напоминают железные «срезни» средневековья. Разновидность такого наконечника может иметь также диагональное переднее лезвие. Подобный поперечный наконечник может быть сформирован и на отщепе ретушью в виде Т-образной фигуры, ещё и с шипами. Такие делали в Северной Сахаре в мезолите. Микролиты использовали и парно, укрепляя их по обе стороны острия стрелы. Получался шипастый наконечник.
По костяным наконечникам стрел мезолитической иеневской культуры Волго-Окского междуречья было высказано предположение, что они могли быть обточены на примитивном токарном станке. Эти наконечники — игловидной (веретенообразной) формы и имеют соответствующие следы обработки.
Различные индустрии наконечников стрел имелись в Северной Америке. Первыми там стали использовать лук люди позднеархаичного / постархаичного периодов около 1000 л. до н. э. (см. Доколумбова хронология Северной Америки). Ранее использовали только копья и копьеметалки с дротиками. Разнообразие тамошних каменных наконечников, пожалуй, не имеет равного в Старом Свете. Характерной особенностью многих из них является наличие выемок у основания. По месту расположения эти выемки могут быть угловыми, боковыми или базальными. Они облегчают закрепление на древке и (или) образуют шипы. Существует также мнение, что все эти наконечники не были предназначены для стрел (из-за их веса), а по-прежнему — для копий, дротиков и использовались как лезвия ножей.

## Наконечникинеолита,энеолита, ранней и среднейбронзы
Свидерская культура Европы, видимо, распространилась на территорию Ближнего Востока, где известна как уже неолитическая тахунийская культура. Она принесла туда и 12 типов наконечников.

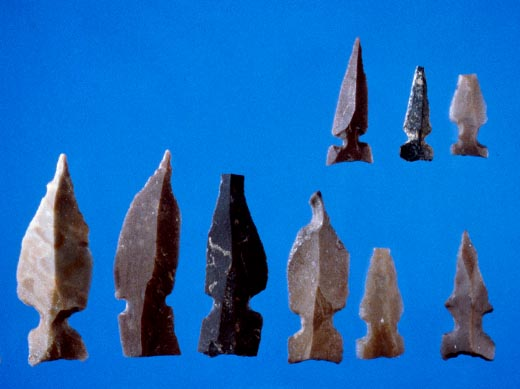
Наконечники докерамического неолита А. Израиль
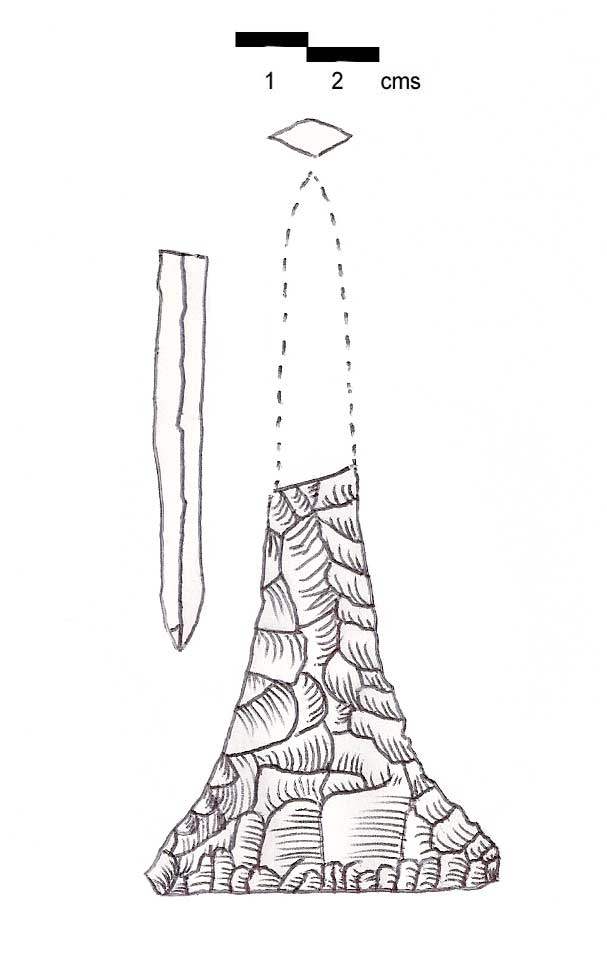
«Стилет» из Ливана
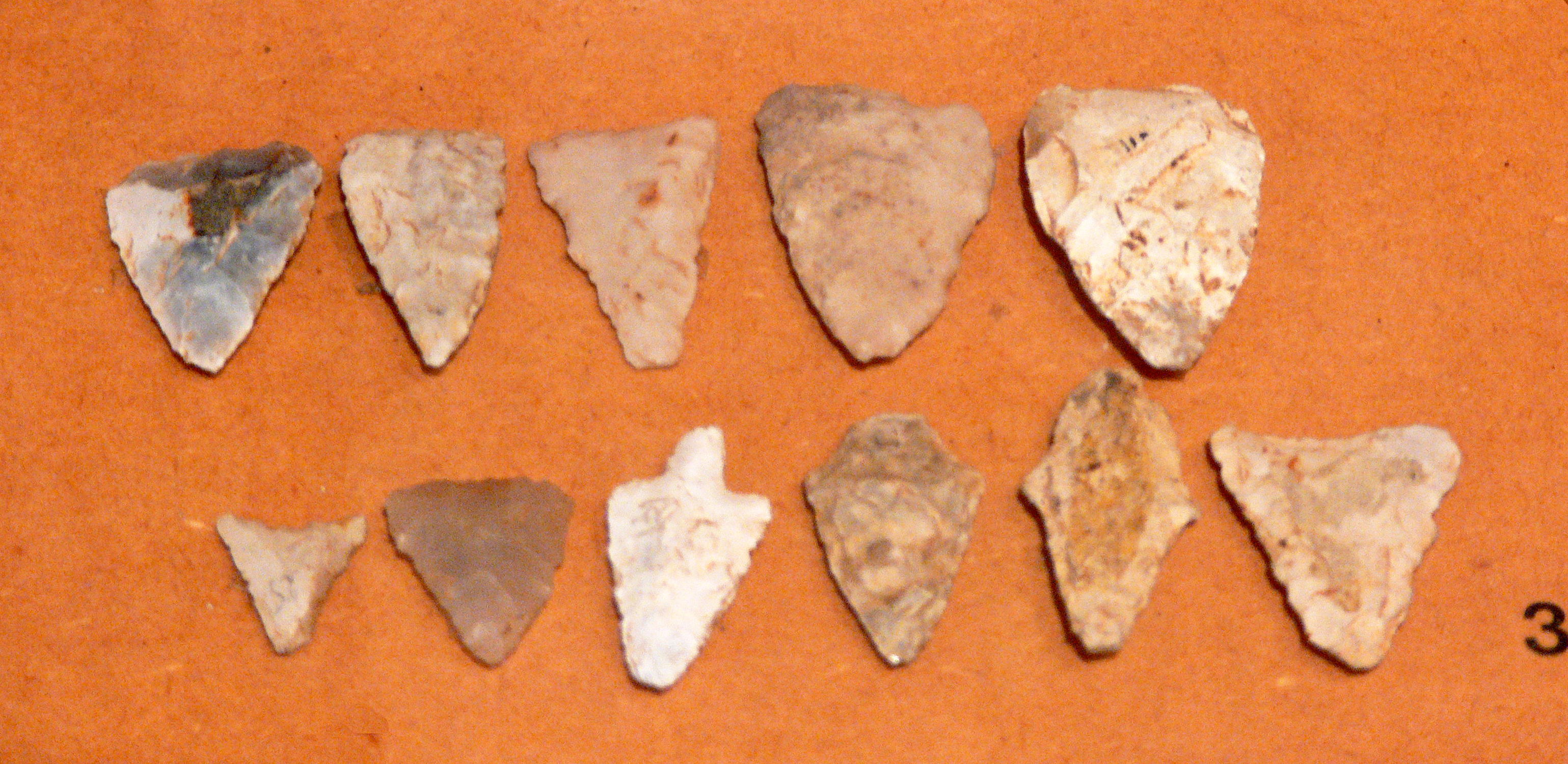
Неолитические наконечники стрел из Франции
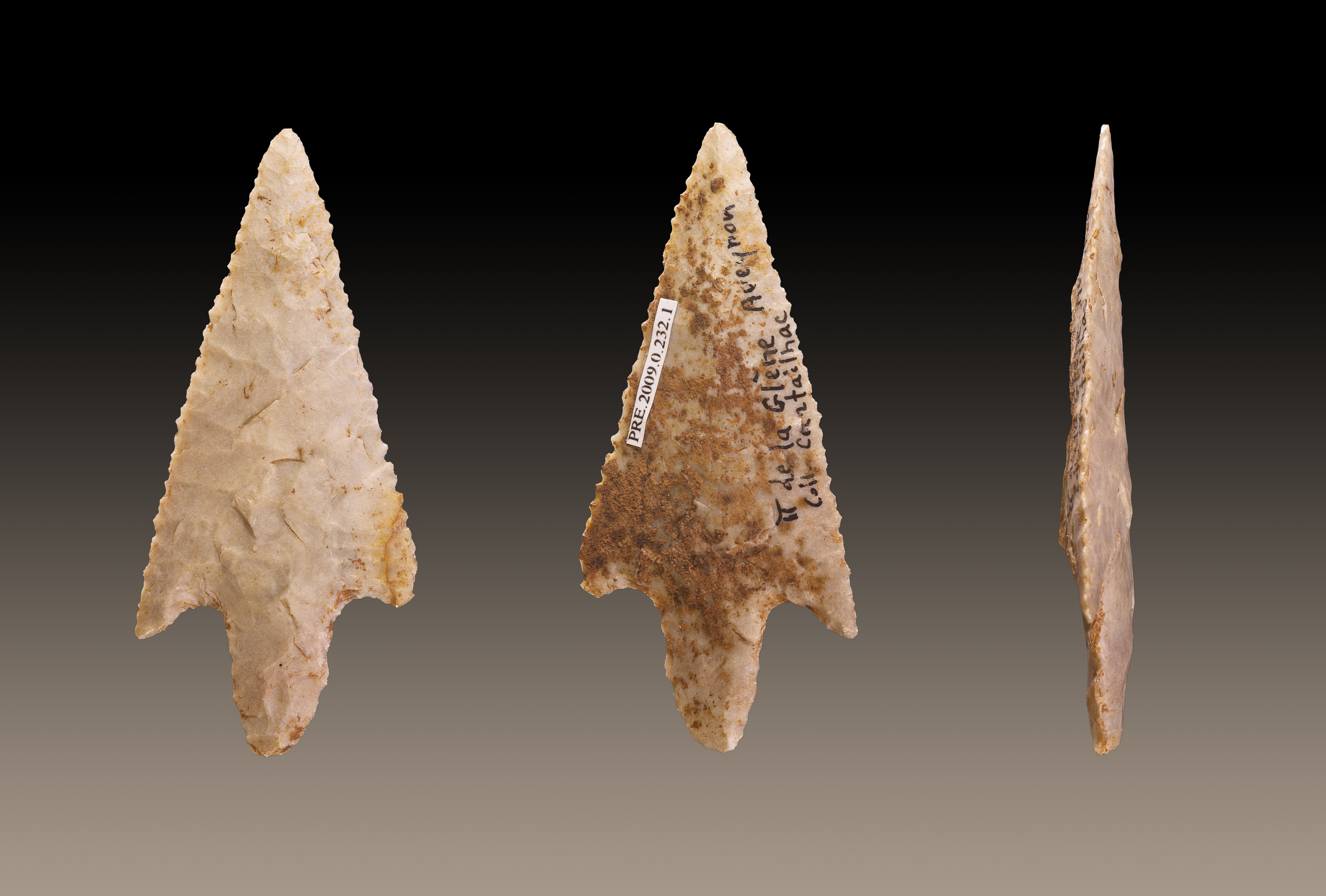
Неолитический наконечник из Франции
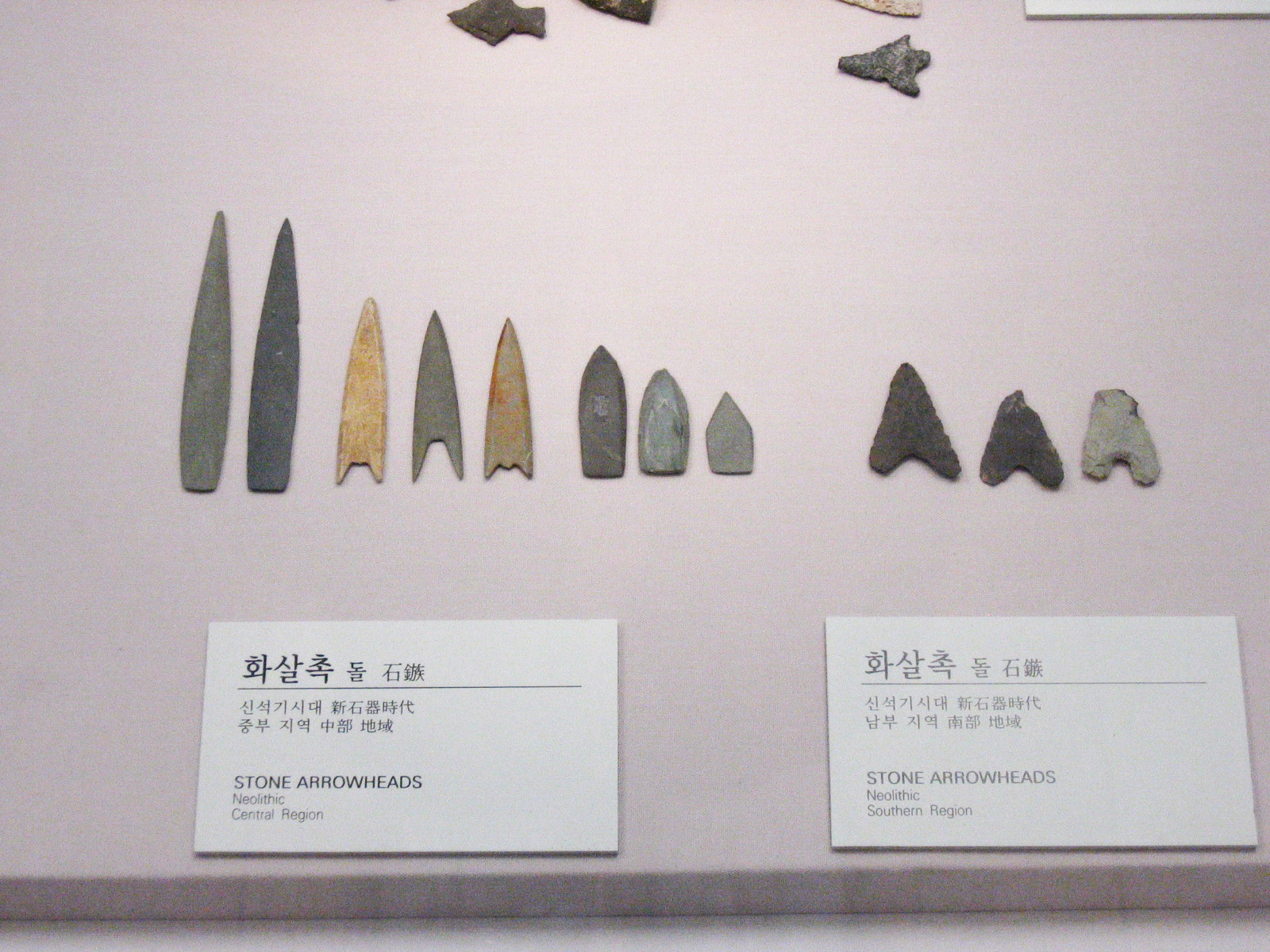
Неолитические наконечники стрел из Кореи

В неолите продолжалось использование наконечников разнообразных форм, многие из которых были выработаны ещё в палеолите. Это листовидные, с вогнутым основанием (шипастые), ромбовидные, треугольные, треугольные с вогнутым основанием и шипами, черешковые с шипами и без них. Появились наконечники с зазубренными лезвиями (так называемые «ерши»). Иногда передняя часть наконечника делалась очень узкой, а основание резко расширялось. Их называют «стилеты» (Ливан).
В неолите также в некоторых регионах наконечники вытачивали из подходящих для этого пород (сланцы).
В энеолите, ранней и средней бронзе также использовали в основном каменные наконечники. Наряду с прежними формами, в раннюю бронзу, например, на Северном Кавказе выделяются так называемые «флажковидные наконечники», то есть несимметричные наконечники с боковым выступом. Иногда этот выступ переходил в шип. Несколько напоминает солютрейские наконечники, но сделанные ещё более тщательно: с двусторонней покрывающей струйчатой ретушью и часто с мелкопильчатой ретушью на лезвиях. Есть основания думать, что такие изменения знаменуют увеличение значения войны среди обществ того времени.
Не меньшее мастерство проявлялось при изготовлении специфических «сердцевидных» кремнёвых наконечников катакомбной культуры (хотя они известны и в других культурах и, например, в Египте). Они, при собственной ширине около сантиметра, имеют глубокую выемку в основании и острые шипы-«усики», которые обычно загнуты внутрь. Эти наконечники, видимо, были рассчитаны на отделение от древка и даже раскалывание при попадании в тело. Достаточно крупные, но при этом очень тонкие изделия такого типа обнаружены в мегалитических гробницах в Испании, относящихся к энеолиту.
Первые немногочисленные бронзовые наконечники появлялись в Анатолии в 3-м тысячелетии до н. э. (город Тарс на юге Турции). Они черешковые, ножевидных (листовидных и ромбовидных) форм («площики»). В ранние периоды металлические наконечники использовали редко. Часто их трудно отличить от плоских черешковых ножичков, которые могли бы также служить и наконечниками для стрел, которые так и называют — «ножевидные».
В евразийской степи черешковые листовидные наконечники известны в синташтинской культуре конца 3-го тыс. до н. э. — нач. 2-го тыс. до н. э.
В Иране было найдено всего два черешковых двухлопастных наконечника эпохи бронзы (2000—1800 гг. до н. э.).

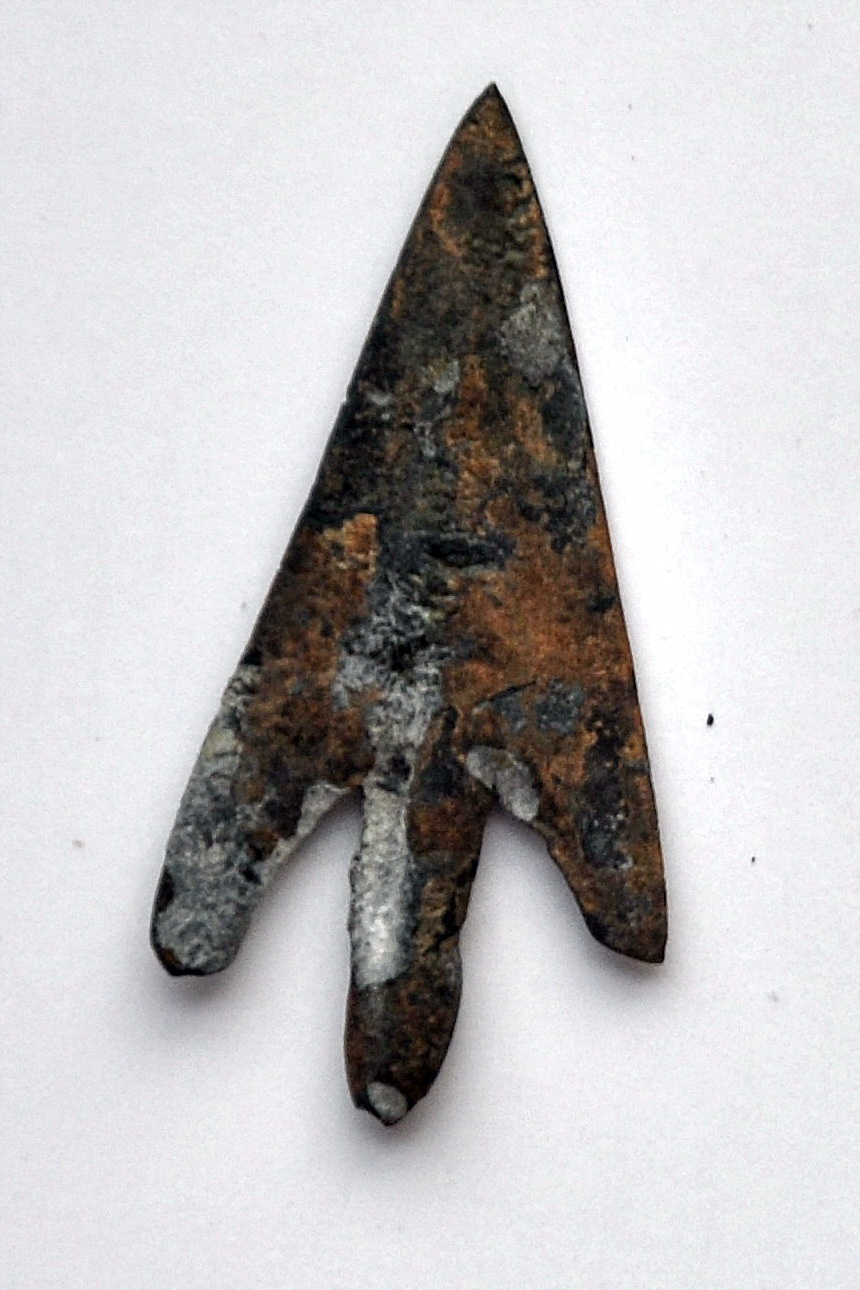
Бронзовый наконечник из Швейцарии. X—IX вв. до н. э.

В Палестине металлические наконечники листовидных и ромбовидных форм появились в период средней бронзы (1750—1700 гг. до н. э.). В 1650—1550 гг. до н. э. у части наконечников на пере выделяется ребро жёсткости. В 1550—1479 гг. до н. э. — экземпляры подтреугольной формы. Не позднее 1220-х гг. до н. э. они становятся чётко треугольными, некоторые — даже с выделенным нижним концом граней. Но с острыми шипами наконечников в Палестине так и не появилось. В Анатолии, напротив, в 1450—1100 гг. до н. э. характерными становятся наконечники с треугольным пером и шипами.
В целом черешковые наконечники тогда не были широко распространены. Лишь в Средней Азии и Казахстане с началом 1-го тысячелетия до н. э. они стали определяющей формой.
Втульчатые наконечники стрел появились около 2-го тысячелетия до н. э. в андроновской культуре. Отличительной особенностью евразийских наконечников является чёткая разработанность форм, позволяющая легко производить их классификацию. Это контрастирует с аморфностью форм стрел Переднего и всего Ближнего Востока. Это объясняется разной значимостью данного вида оружия в этих регионах.

## Наконечники поздней бронзы и раннегожелеза
В начальный период поздней бронзы (киммерийский период) продолжалось использование разнообразных каменных наконечников. Наряду с ними широко применялась кость. В регионах степных культур юга России и на Украине (культура многоваликовой керамики, срубная, сабатиновская, белозерская) костяные наконечники были как черешковые, так и втульчатые. И первые, и вторые использовали для снаряжения тростниковых стрел. Черешковые просто вставлялись в тростинку, а для втульчатых применялись переходники — короткие деревянные стерженьки (аналогично более поздним скифским наконечникам). Имеются наконечники и с черешками, предназначенными для вставки в деревянные древки. Их черешки — или вытянутые плоские, или в виде косого среза на торце наконечника. По форме острия костяных наконечников делятся на пулевидные, овальные и карандашевидные. Последние чаще бывают трёхгранные, реже — четырёхгранные (квадратные или ромбические) и бо́льшим количеством граней. Трёхгранные иногда имели специальный перехват для привязывания к древку и у некоторых выделялись узкие лопасти. Основание наконечников было или плоским, или с шипами.
Хотя на Переднем Востоке бронзовые наконечники стали заменяться и где-то полностью заменились на железные в начале 1-го тысячелетия до н. э., в евразийских степях, на Кавказе (кобанская культура), в Средней Азии, в Элладе бронзовые только начали входить в широкое употребление. Там ещё широко применяли каменные и костяные. Только со второго периода позднего бронзового века они исчезают. Но в Закавказье обсидиановые наконечники использовались и в начале железного века. А в Персии — и в V в. до н. э.

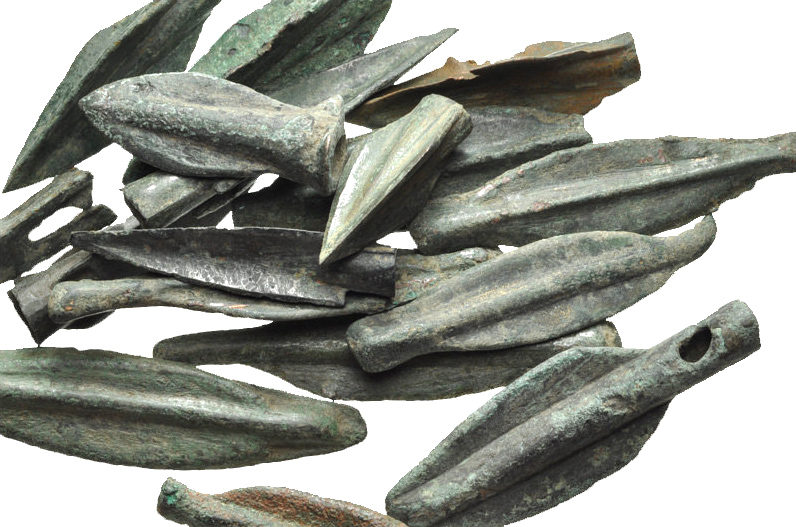
Наконечники стрел из Причерноморья, служившие также в качестве денег

В предскифское время преобладали двухлопастные бронзовые наконечники с ромбовидной головкой. Только в поздний (скифский) период металлические наконечники становятся обычным и массовым изделием. Причём такой массовости Древний Восток не знал. В степи использовали именно втульчатые. Они имеют две или, реже, три лопасти. Двухлопастные могут ещё снабжаться крючковидным шипом, отходящим от втулки. У трёхлопастных сами лопасти могут быть в основании шиповатыми. Также массовыми являются и более поздние трёхгранные втульчатые наконечники, часто имеющие в основании шипы. Их рёбра иногда специально затачивались.
Наконечники скифских типов были распространены довольно широко, а изготавливали их или местные мастера лесостепи, или они поставлялись из греческих городов Северного Причерноморья. Отливались из оловянистой или свинцово-оловянистой бронзы. Реже применяли для наконечников томпак или латунь. Под влиянием явной эффективности киммерийско-скифских стрел на Древнем Востоке вновь входят в употребление бронзовые наконечники, теперь уже скифских форм. Это было связано и с изменением военной тактики, так как ставшее необходимым значительно большее количество наконечников легче массово отливать из бронзы, чем каждый выковывать из железа.
Железные кованые наконечники скифы применяли, но гораздо реже, так как довольно сложно методом ковки делать именно втульчатые наконечники. Внешне они походят на бронзовые. Повторяют форму бронзовых также костяные и деревянные наконечники. Костяные вырезались из кости ножом. Пулевидные могли вытачиваться на простейшем токарном станке, так как несут следы резца. Костяные наконечники часто тщательно полировали. Деревянные составляли одно целое с древком стрелы.

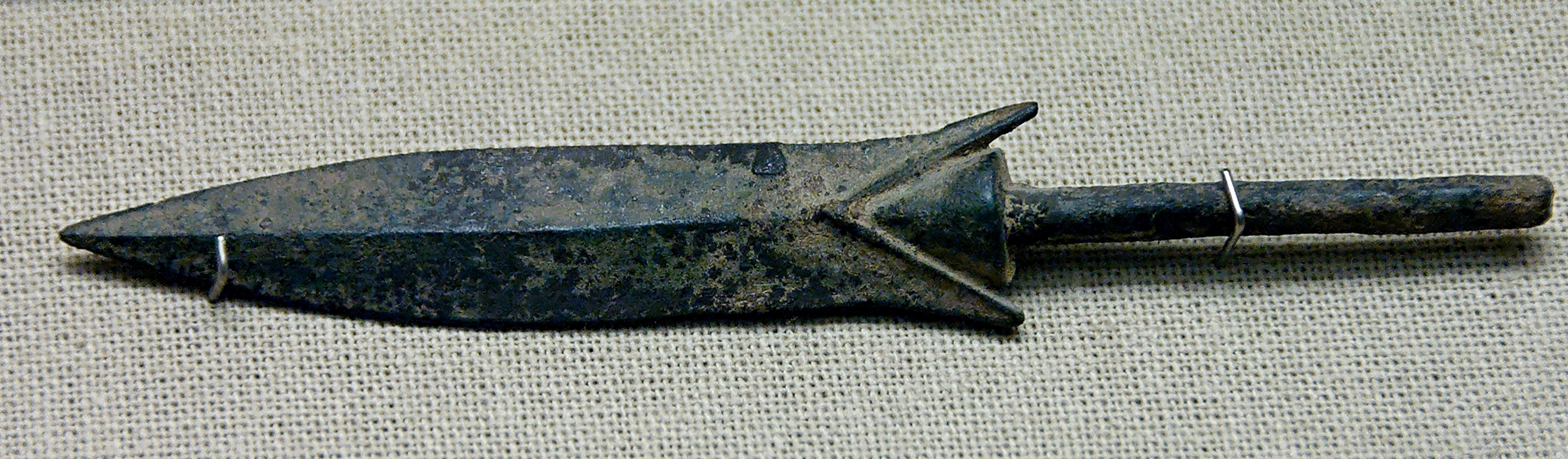
Бронзовый наконечник стрелы. IV в. до н. э., Олинтус, Халкидика

С начала по 2-ю пол. VI в. до н. э. в Причерноморье наконечники с заострёнными шипами вытеснили два других типа без выделенных шипов с лавролистным и остролистным пером. Одновременно в Средней Азии широко распространяются трёхлопастные втульчатые наконечники скифского типа, в том числе и с заострёнными шипами, с выделенной и скрытой втулкой.
На Ближнем Востоке появление ранних и поздних типов евразийских наконечников хорошо соотносится с походами киммерийцев в Египет и Средиземноморье (VII в. до н. э.) и скифов в Мидию, Сирию и Палестину (70-е гг. VII в. — начало VI в. до н. э.). Наличие архаичных киммерийских трёхлопастных без шипов наконечников в Иране, объясняется наличием там мидийского контингента, а поздних скифских в Египте и других местах (2-я пол. VI—V вв. до н. э.) — служащими в ахеменидских гарнизонах среднеазиатскими степняками (саки хаумаварга и тиграхауда). Но евразийские бронзовые наконечники не вытеснили местные типы железных наконечников. На Ближнем Востоке были в ходу и те, и другие.
Среди кочевников Восточной Степи 1-го тыс. до н. э. применялись бронзовые наконечники с тремя видами насадов: втульчатые, черешковые и зажимные. Последние представляют собой насад в виде двух или трёх лопастей. Черешки же были уплощенные — для насада на деревянные древки. В отличие от длинных круглых черешков китайских бронзовых стрел эпохи Цинь и Западное Чжоу, где черешки обматывали тканью и вставляли в бамбуковые или тростниковые древки.
Арабы применяли для охоты на крупных птиц стрелы с грузилами из свинца. Подобные утяжелённые свинцом наконечники обнаружены и у римлян. При этом их вес увеличен с 5 г до 19 и 45 г.
Кочевники поздней древности (II в. до н. э. — V в. н. э.) (сарматы, хунну, тесинцы и таштыки в Минусинской котловине, кокэльцы в Туве) в начальный период применяли такие же бронзовые наконечники, как и скифы, не внося новых изменений. Позднее они перешли на более простые в изготовлении черешковые наконечники из железа, которые и вытеснили бронзовые. На западе на железные наконечники первыми перешли сарматы. На востоке примером для подражания были хунну. Но у хунну, кокэльцев и некоторых других восточных кочевников определённое количество бронзовых использовалось всегда. У хунну известны и биметаллические наконечники. Большим разнообразием отличается и набор наконечников кокэльцев (II—V вв. н. э.), не совсем сопоставимый с хуннским.
Самые массовые наконечники этого периода — железные трёхлопастные, происходящие от трёхлопастных скифского типа. Они годились для обстрела незащищённого противника и конницы и, возможно, применялись при захвате мирного населения. Их острия расширились, размах лопастей увеличился. Это повысило баллистические свойства (устойчивость в полёте) и поражающие качества (увеличение поверхности поражения) стрел. Подобные наконечники стали популярны и у многих соседей кочевников. Редкой формой у разных народов были четырёхлопастные наконечники. Их можно рассматривать как пробный вариант.
В азиатских степях широко применяли и плоские наконечники разнообразных форм. Некоторые из них произошли, видимо, напрямую от кремнёвых наконечников, которые тогда и позднее использовали в сибирской тайге. Плоские наконечники, кроме разнообразной формы, делятся ещё на широкие, узкие и срезни. Широкие предназначались для обстрела незащищённого противника. Самые широкие — конницы. Узкие с массивным остриём могут быть применены против доспехов.
Срезни (по-другому, «секторные» и «томары») применялись и позднее — всё Средневековье. Рабочие лезвия срезней бывают слегка выдающимися вперёд, плоскими, лунообразными или в форме ласточкина хвоста. О предназначении их имеются разные мнения. Судя по изображениям, их применяли для охоты на птиц и зверей. Они ломают кости и наносят широкие рубленые раны, от которых животное неизбежно истекает кровью. Они также имеют более широкую площадь захвата цели и обладают антирикошетным эффектом. Последнее оказывается полезным для борьбы с доспешными воинами. Срезни могут выполнить и некоторые особые задачи, например, перерезать какие-то верёвки. Самые крупные могли применяться — наряду с крупными трёхлопастными и плоскими — для обстрела вражеской конницы. Встречаются и трёхлопастные срезни. Азиатские степняки применяли также множество разновидностей наконечников ярусных форм. Эти наконечники объединяют в себе свойства обычных трёхлопастных и срезней.
У хунну было и небольшое количество железных «бронебойных наконечников» (трёхгранные удлинённо-треугольные и четырёхгранные удлинённо-ромбические). Эту же функцию у них выполняли бронзовые гранёные наконечники скифских типов и биметаллические (бронзовый втульчатый с железным черешком). Три типа бронебойных известно у кокэльцев и один — в верхнеобской культуре.
Выделяют ещё один тип наконечников степняков — «боеголовковые». Они отличаются вытянутой шейкой с упором. Считается, что такая форма способствует более глубокому проникновению в тело. Это, конечно, не так.
Костяные наконечники продолжали применять. Имеется множество их форм. Для восточных степей характерна своеобразная форма костяных наконечников с вильчатым насадом. Подобные применяли в Сибири с эпохи энеолита, но распространили в Южной Сибири, видимо, хунну. Большое разнообразие костяных наконечников имелось у племён верхнеобской культуры. У кокэльцев, наоборот, было мало типов костяных наконечников. Известны цельнодеревянные стрелы кокэльцев, используемые для охоты на пушных зверей.

### Свистящие стрелы
В этот период, а затем и средневековые кочевники Северо-Восточной Евразии применяли так называемые «стрелы-свистульки» (например, хунну, монголы). Их применяли также буряты, турки, китайцы, японцы и другие, в том числе в Восточной Европе и на Руси. У такой стрелы, чаще всего, на древке, ниже наконечника, имелась костяная свистунка в виде шарика, удлинённой или биконической гранёной формы, снабжённая отверстиями. Иногда их насаживалось даже по три или четыре штуки. Более редкий вид — это цельные со свистунками наконечники, имеющие в основании выпуклые полости с отверстиями или внешне схожие с костяными вытянуто-округлые железные полости с отверстиями на месте шейки. Свистунки выполняли также функцию муфты, препятствующей расколу древка черешком наконечника. В пользу этого говорит то, что свистунками чаще снабжались крупные трёхлопастные наконечники, а также наличие «свистунок» вообще без отверстий.
Считают, что назначение свистящих стрел — устрашение противника и его лошадей. Есть сведения, что такими стрелами указывали направление обстрела и давали другие команды. Также их использовали во время охоты, как на крупных животных, так и на белку (буряты). При этом сам наконечник мог сниматься со стрелы. В Китае и у монголов использовались и другие виды свистящих стрел. Они имеют крупные полые наконечники (иногда диаметром до 10 см) с отверстиями спереди и боков, через которые прорывается воздух во время полёта. Такие же использовали недавно и в Японии.

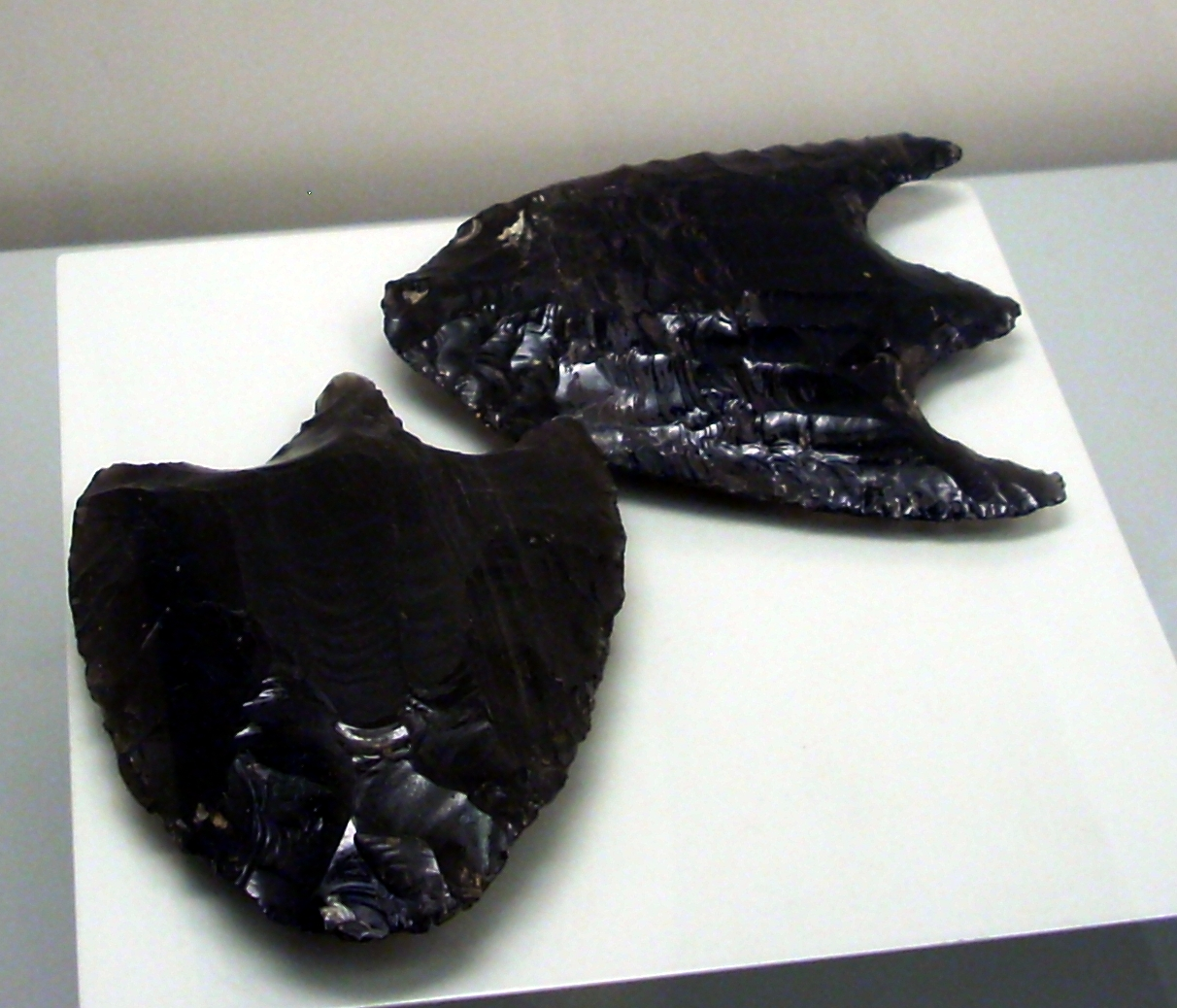
Обсидиановые наконечники майя из Паленке

## Наконечники Средневековья

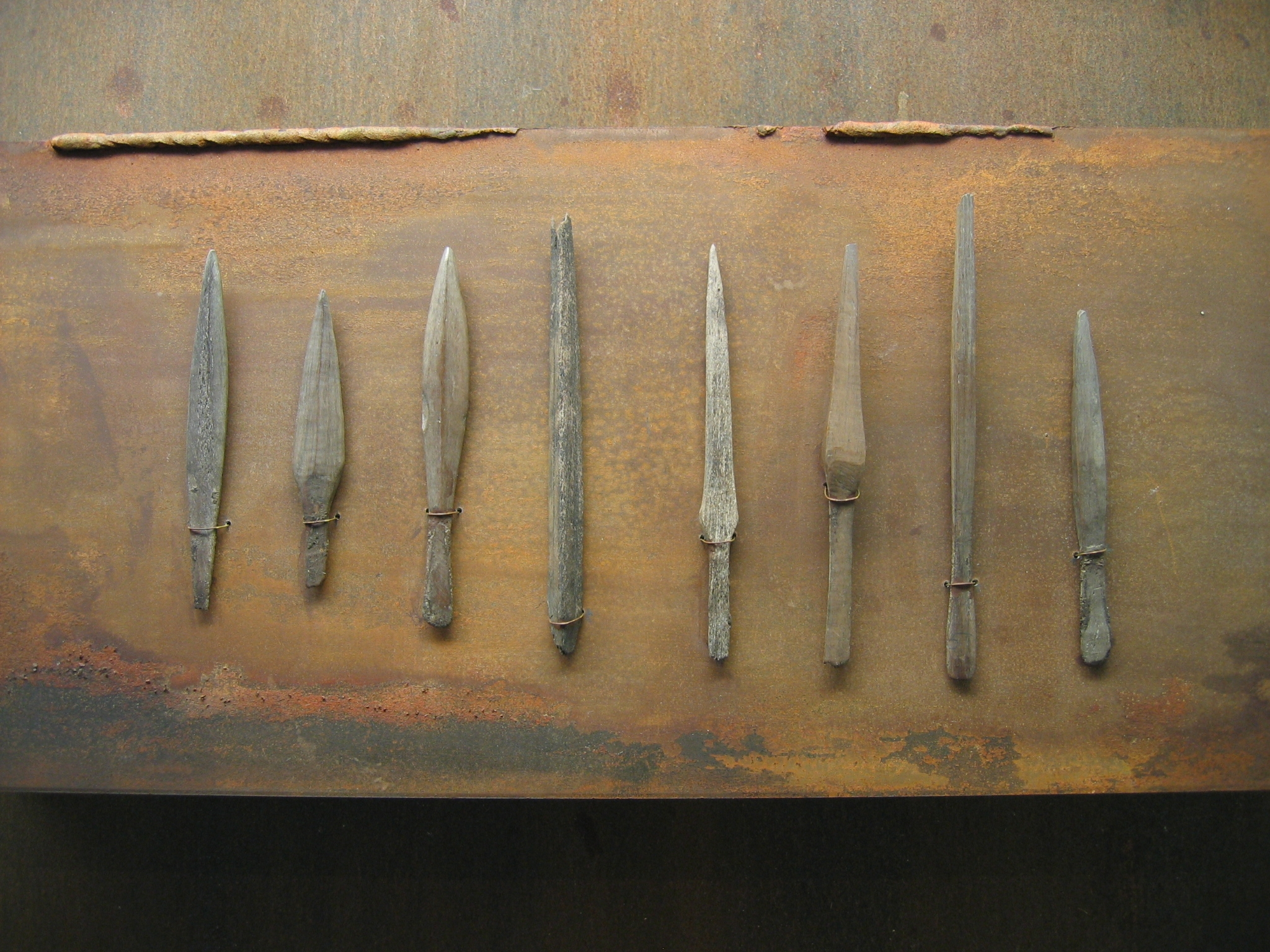
Средневековые наконечники из кости и оленьего рога. IV—V века, Дания

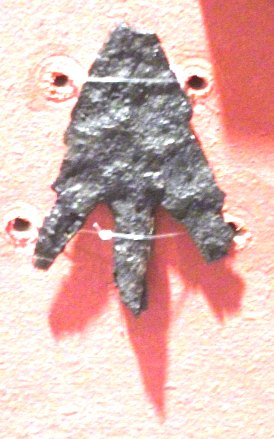
Железный наконечник из Англии, 1200—1250 годы

Во многих регионах: Прикамье, Поволжье, лесостепная полоса юга России, Северный Кавказ, Западная Сибирь, южные степные районы Западной Сибири в ранний период Средневековья (вторая половина 1-го тыс.), когда на исторической арене стали действовать новые кочевники (тюрки, уйгуры, кимаки, кыргызы, курыканы) продолжали использовать трёхлопастные и трёхгранно-лопастные железные наконечники. Они повсеместно исчезают к X веку в связи с наращиванием применения защитного вооружения. Хотя плоские наконечники были в ходу и в ранний период, позже на них перешли везде. Для борьбы с доспехами применялись и бронебойные наконечники, количество которых возросло по сравнению с предыдущей эпохой. Они имеют гранёную стилетообразную форму или реже — форму узкого долотца и способны пробить кольчугу или даже не самый прочный пластинчатый доспех. Распространены были и костяные наконечники, предназначавшиеся для поражения незащищённого противника.
В раннее средневековье в лесах Западной Сибири использовали во многом похожий набор типов наконечников, что и в степях. Но были и свои оригинальные, которые находят своё дальнейшее развитие в поздних этнографических наконечниках. Например, некоторые узкие тесловидные наконечники имеют развёрнутую на девяносто градусов боевую часть относительно общей плоскости.
У монголов в период завоеваний XIII—XIV веков значительно уменьшилось количество трёхлопастных наконечников в пользу плоских (в том числе и срезней) и бронебойных. Это объясняется увеличением интенсивности стрельбы на коротких дистанциях, необходимостью бороться с доспешным противником и тем, что воины имели при себе больший запас стрел. Вместе с тем у монголов были и очень крупные и тяжёлые плоские наконечники, которыми снабжались и более толстые стрелы. Это свидетельствует о значительной мощи монгольских луков. Костяные черешковые наконечники и стрелы с деревянными утолщениями на конце также использовались.

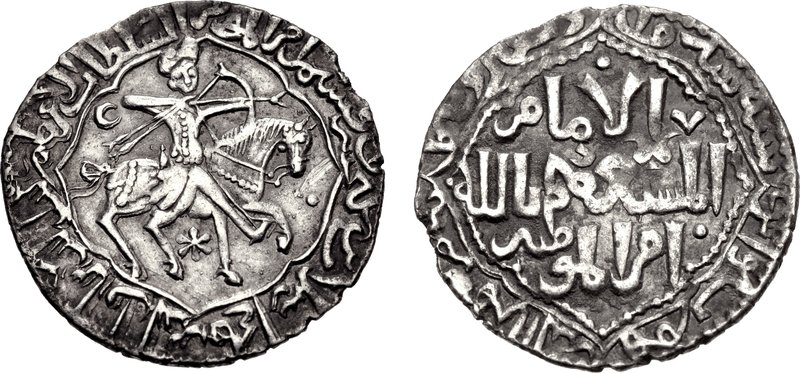
Двузубый наконечник стрелы на азиатской монете XIII века

Очень редким является двузубый вилкообразный наконечник, который использовали для охоты на птиц в Центральной Азии в XIII—XVI веках.

### Древнерусские наконечники
Разнообразны были и древнерусские наконечники. Назывались они «жало», «железцо», «копьецо». Костяные наконечники, видимо, преобладали в Восточной Европе задолго до нашей эры. Дольше всего они сохранялись (до XIV в.) у финно-угорских народов Прикамья и в бассейне Вятки. На Руси со второй половины 1-го тысячелетия их быстро вытеснили железные. В X—XIV вв. костяные наконечники встречаются очень редко. В это время они по форме подражают разным типам железных наконечников.
На Руси применялись как втульчатые, так и черешковые железные наконечники. Втульчатые составляли всего около 1 % (также и во всей Восточной Европе). Они использовались больше на западных рубежах (как и в прилегающих странах Центральной Европы), а также в бассейне реки Камы, где известны ещё до нашей эры. И втульчатые, и черешковые включали в себя схожие типы наконечников: трёхлопастные (до X века), плоские, гранёные (бронебойные). Шипастые наконечники не имели широкого распространения, хотя использовались. Возможно, что на Руси такие стрелы называли «вереги» или «северги». Имеется даже такой тип, где один шип направлен назад, а другой — вперёд. Такой наконечник нельзя извлечь, ни протолкнув насквозь, ни развернув в ране в обратную сторону. Известен и наконечник в форме маленькой остроги или трезубца с шиповатыми зубьями.
Охотничьими стрелами были томары (томар стрельный, томара), имеющие напёрсткообразные наконечники, предназначенные для охоты на пушных зверей, лазающих по деревьям, а также на птицу. Эти наконечники могут быть железными, но чаще они костяные. Они могут быть округлыми или иметь огранку кончика. Последний тип применяли и в бою. Томар может вместо острия иметь на конце обёртку из кусочка кожи.
Бронебойные наконечники появились в Восточной Европе с 1-го тысячелетия и получили наибольшее распространение с VIII—IX по XIV вв. — во время самого широкого применения кольчуги и пластинчатых доспехов — и существовали до конца средневековья. Они делятся на шиловидные, пирамидальные и ланцетовидные с множеством разновидностей. Возможно, что стрелы с закалёнными бронебойными наконечниками назывались «калёными».
Были известны и срезни («подрезы»). Более узкие и острозаточенные применялись на войне, а менее острые узкие и широкие двурогие — при охоте на водоплавающую птицу.
О специальных зажигательных стрелах на Руси почти не упоминается. Для них использовали шипастые вереги. Их широко применяли в Западной Европе, где для этого также обязательно использовали шипастые наконечники. Это позволяло стреле зацепиться и не упасть на землю.
Использовались свистящие стрелы — свищи. Это бочкообразные пустотелые томары с гранёным остриём. Их делали из кости, слоновой кости, «рыбьей» кости. Сбоку или на гранях острия имелось одно или два отверстия.

### Западная Европа

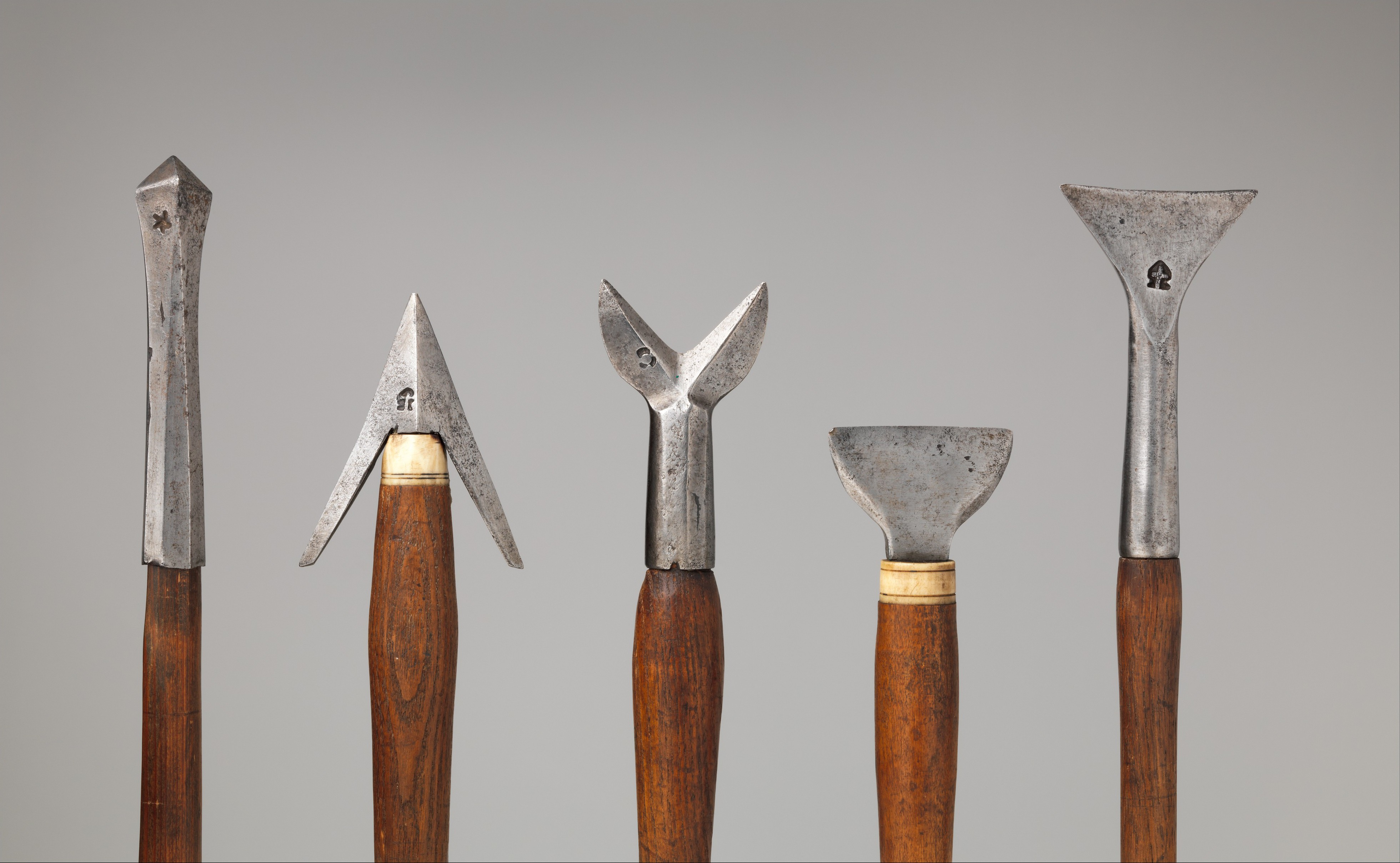
Наконечники арбалетных стрел и болтов

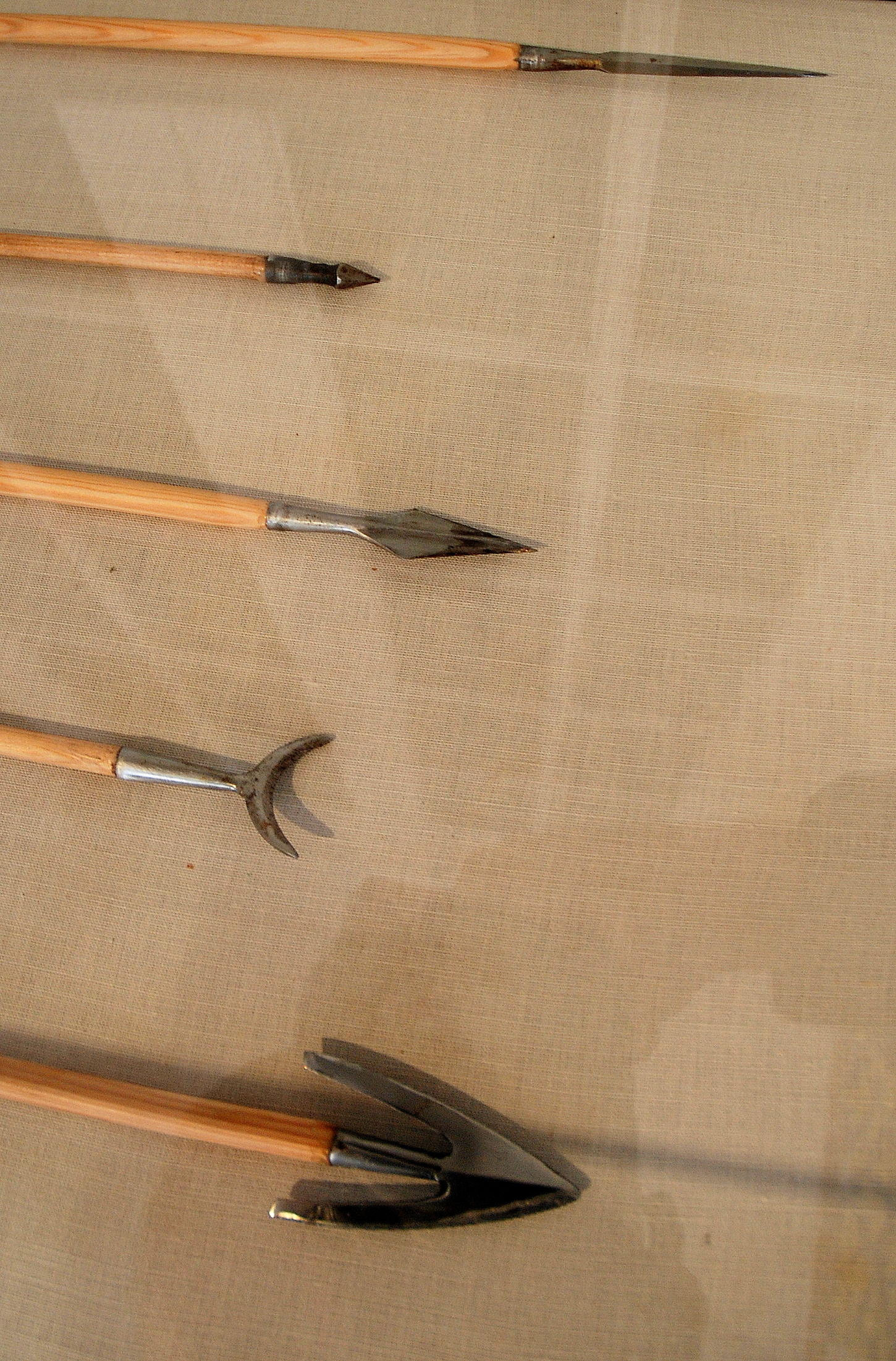
Реплики средневековых французских наконечников

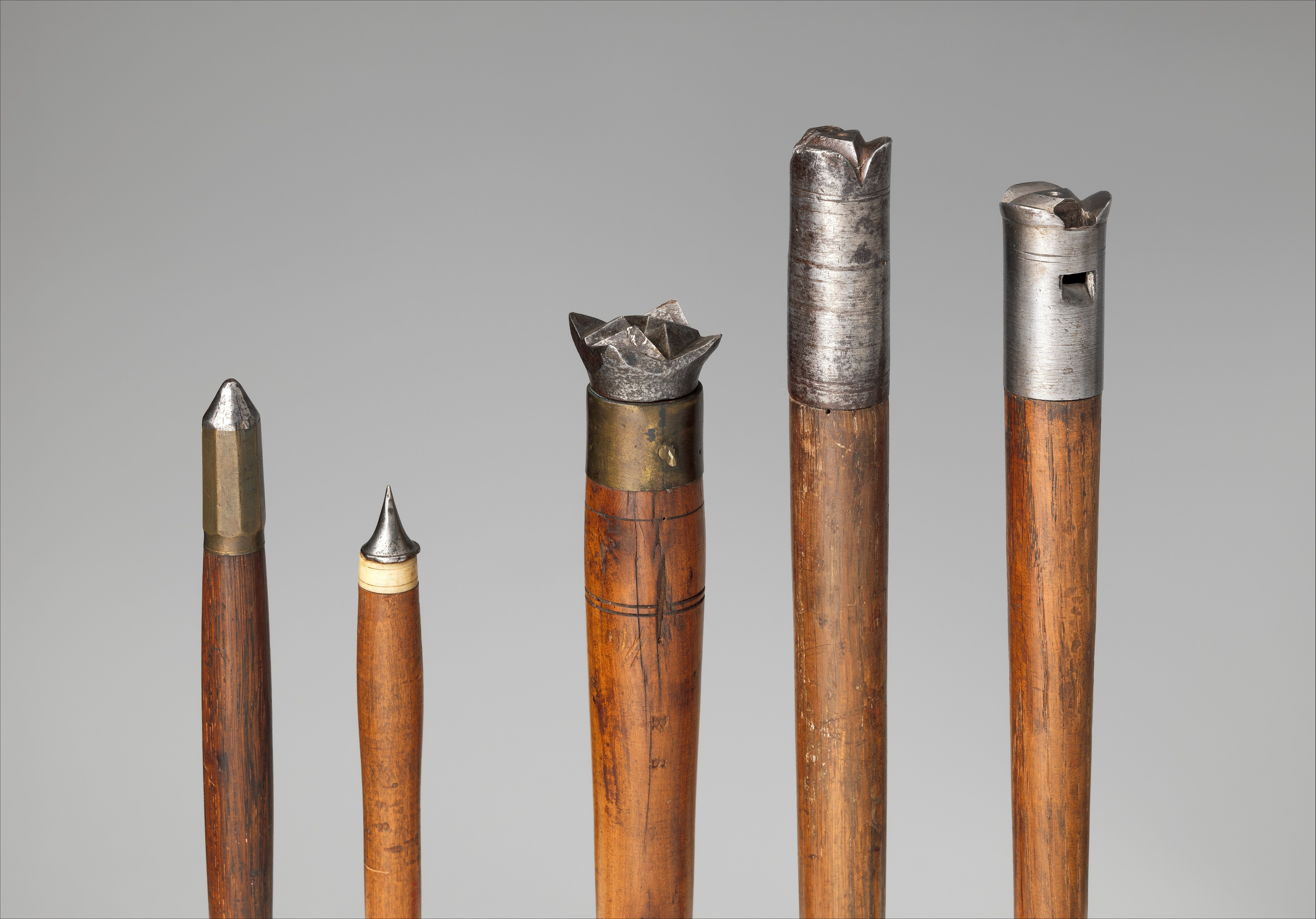

Железные западноевропейские наконечники средневековья можно разделить на пять видов.
- Лезвийные — применялись одинаково и на войне, и на охоте.
- Лезвийно-зазубренные (англ. barbed — от barb — зазубрина). Барбеды могли иметь как очень мелкие шипы, так и состоять как бы из двух шипов. Шипастые применялись для зажигательных стрел.
- Бронебойные конические (англ. bodkin) — чисто военные игловидные наконечники. Бодкины не закреплялись гвоздиком на древке. Перед боем их надевали втулкой на коническое окончание древка. Таким образом, наконечник оставался в теле противника. Могли пробивать кольчужный или пластинчатый доспех. Для лучшего проникновения эти наконечники вощились.

Двузубые игловидные наконечники применялись для поражения сквозь кольчугу, но не проникали слишком глубоко.
- Большеголовые (англ. broadhead) — охотничьи наконечники. Наиболее мелкие броадхеды применялись иногда на войне. Крупные типы со сплошной головкой или с широко расходящимися «усами» на войне применялись исключительно редко. Это дорогие наконечники для охоты. Поэтому их втулки закреплялись на древке гвоздиками. Чтобы реализовать их режущую способность при охоте на зверя, такими стрелами стреляли с достаточно близкого расстояния.
- Вилкообразные (срезни) — применялись на охоте. Называют их также «разбойничьим типом». В зависимости от величины, носили названия «малая луна» и «большая луна». Близки к ним наконечники-долота, не имеющие глубокого выреза на лезвии.

На охоте также применяли втульчатый наконечник с направленными вперёд в виде короны зубцами в передней части.
Зажигательные стрелы могли иметь не только шипастые наконечники, но и в виде полой ажурной ёмкости с остриём спереди.
Для точной стрельбы и стрельбы на большие расстояния использовали черешковые конические наконечники из рога или твёрдого дерева. Такие стрелы имели только лучшие стрелки́. Обычным было использование стрел без надетых на них наконечников. Заострённое окончание древка стрелы само по себе обладает достаточной проникающей способностью. Их к тому же ещё и вощили.
Некоторые черешковые наконечники имели черешки, закрученные вокруг оси, что позволяло вворачивать их в древки. Были также наконечники с конусной спиральной головкой, которые предназначались для вращающихся стрел.

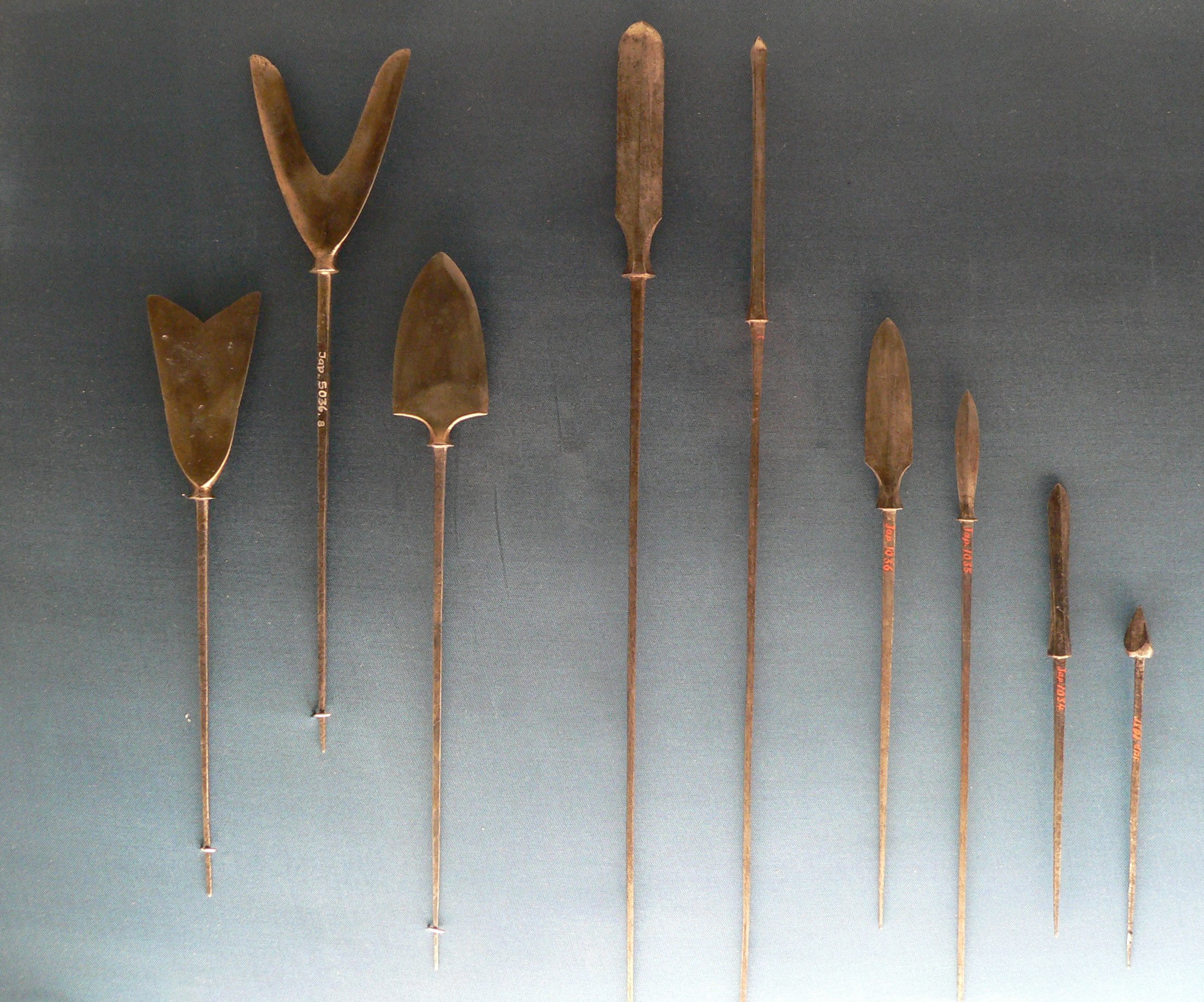
Японские наконечники

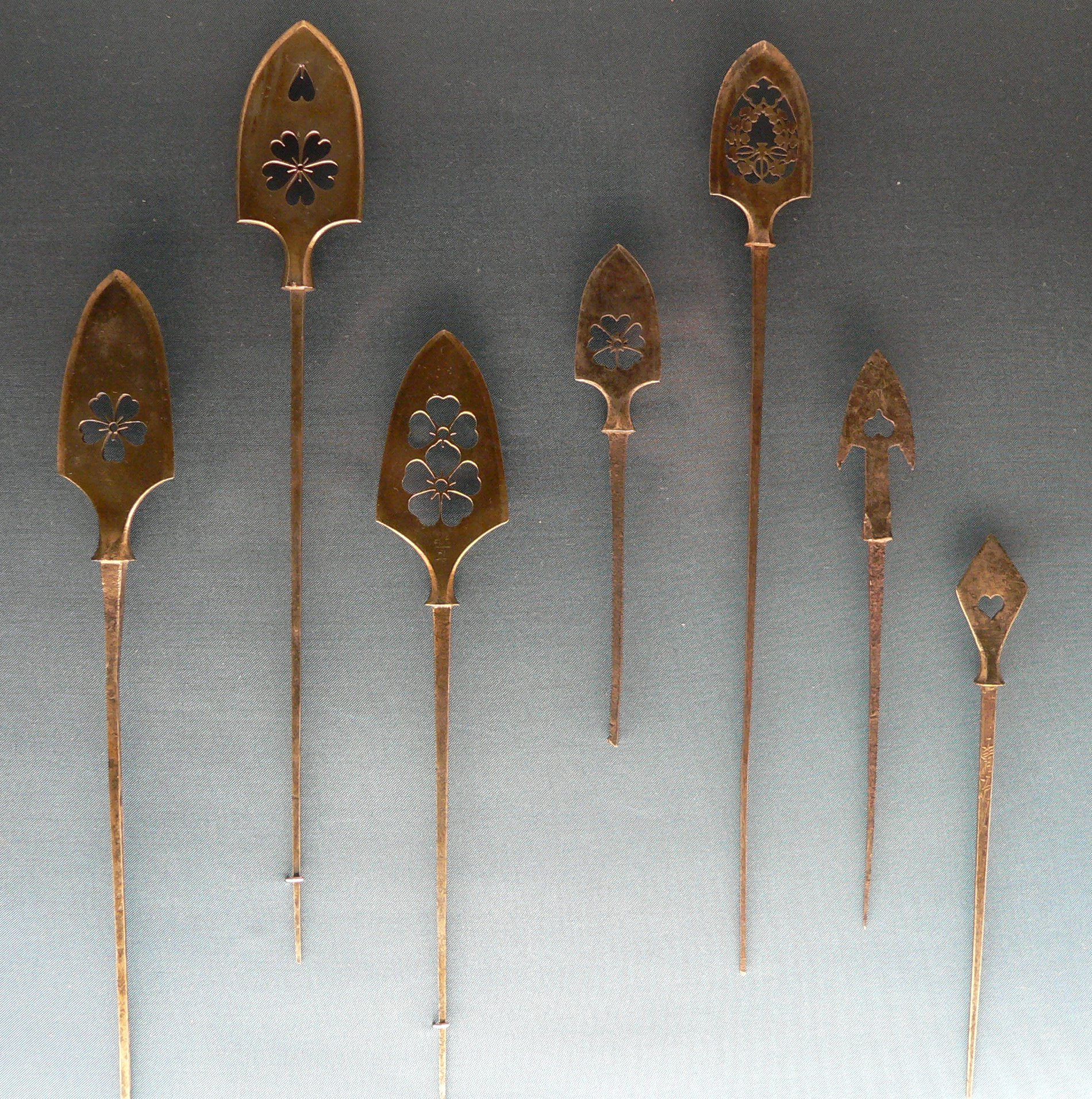
Японские наконечники

### Япония
Японские наконечники стрел «яно-нэ» (yano-ne) так же разнообразны, как и повсюду в средние века. Боевые наконечники называются «янаги-ха». Они делятся на четыре класса.
- «Ясаги-ха» (лист ивы) — разновидности обычных бронебойных наконечников.
- «Тогари я» — заострённые и достаточно широкие плоские наконечники.
- «Каримата» (раздвоенная стрела) или, по-другому, «резаки для верёвок» — срезни, чаще с глубокой выемкой и шириной до 16,25 см.
- «Ватакуси» (разрушители плоти) — наконечники с шипами. Одна из разновидностей последнего класса имеет подвижные шипы, которые раздвигаются при попытке вытащить стрелу из раны. (Наконечники с подобным устройством применялись и в Турции XVII века).

Кроме деления на классы, разновидности наконечников имеют свои названия, например, «язык дракона», «остриё меча», «водяной подорожник» и др. Помимо боевых наконечников имеются декорированные наконечники с резьбой и инкрустацией, для парадов и религиозных подношений.

## Наконечники нового времени

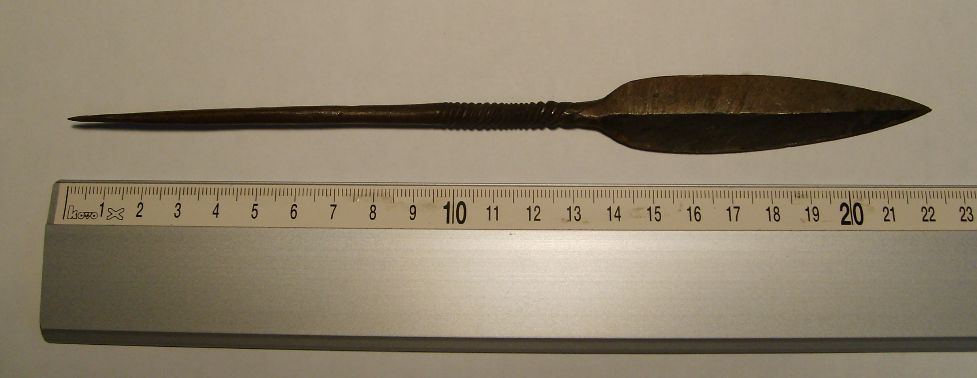
Наконечник стрелы из Танзании

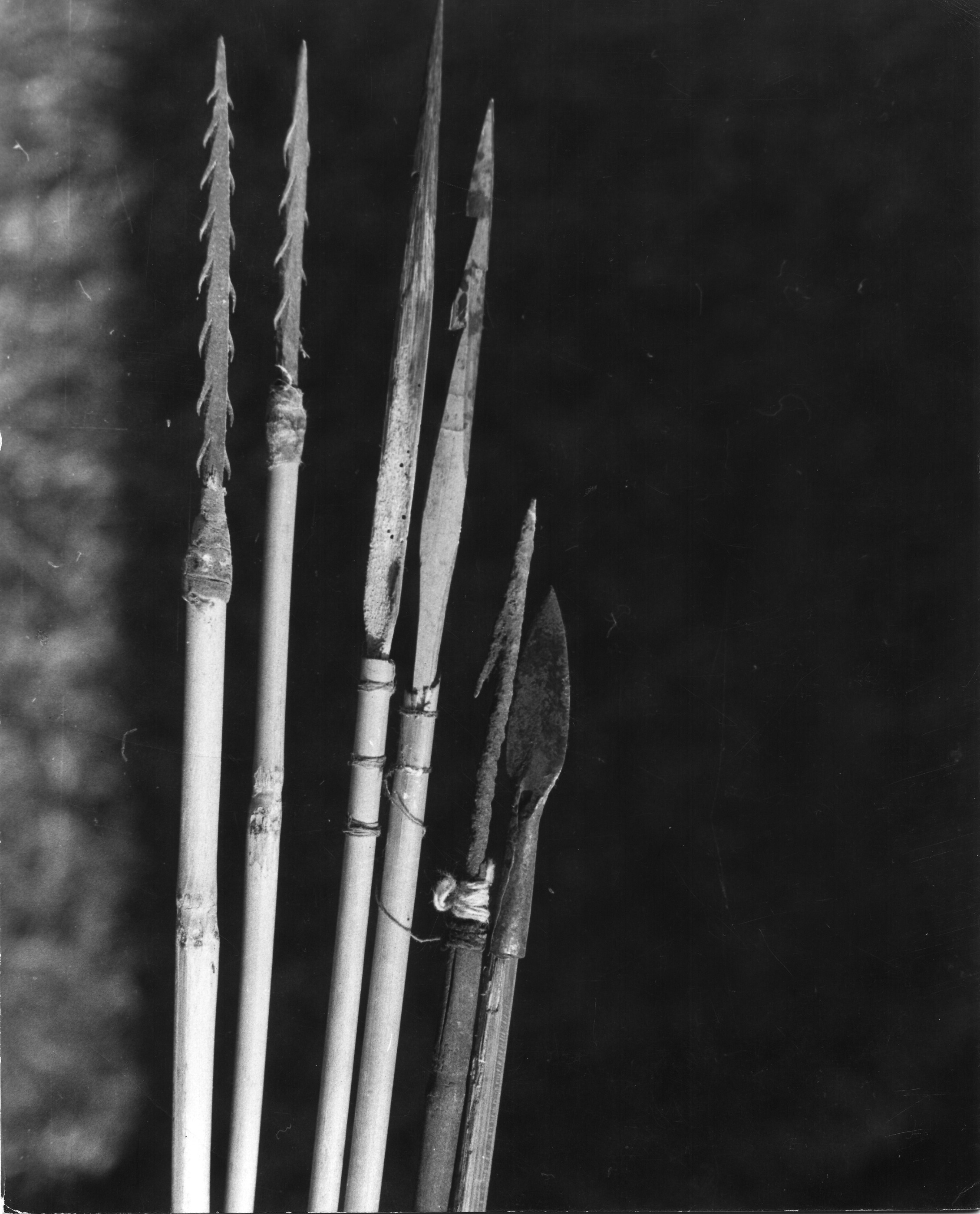
Стрелы из Сьерра-Леоне

В XVIII—XIX вв. в передовых странах мира стрельба из лука уже отошла в прошлое или использовалась как развлечение. Но на периферии ещё продолжались средневековые и более древние традиции, в том числе и в рассматриваемой сфере. Так именно в это время в Африке, где имелась давняя традиция обработки железа, изготовлялось наибольшее разнообразие видов железных наконечников. Но одновременно там использовались также каменные и костяные. А, например, в лесной зоне Сибири старинные типы железных наконечников получили наиболее изысканный и логически завершённый дизайн.
Каменные и костяные наконечники продолжали использовать в наиболее отдалённых уголках. У эскимосов были в ходу съёмные (как у гарпунов) наконечники стрел из рога оленя. Они имели один или несколько шипов сбоку. Некоторые снабжались ещё дополнительным каменным остриём. Чукчи до XVIII в. изготовляли наконечники стрел не только из камня и рога оленя, но и из китового уса. А калифорнийский индеец Иши уже в начале XX века наглядно показал учёным метод изготовления каменных наконечников (подобное умение демонстрировали и австралийские аборигены). Всё же в колониальную эпоху происходил переход с камня на железо (применялась и медь), что наблюдалось и в Северной Америке, и в отдалённых районах Сибири.

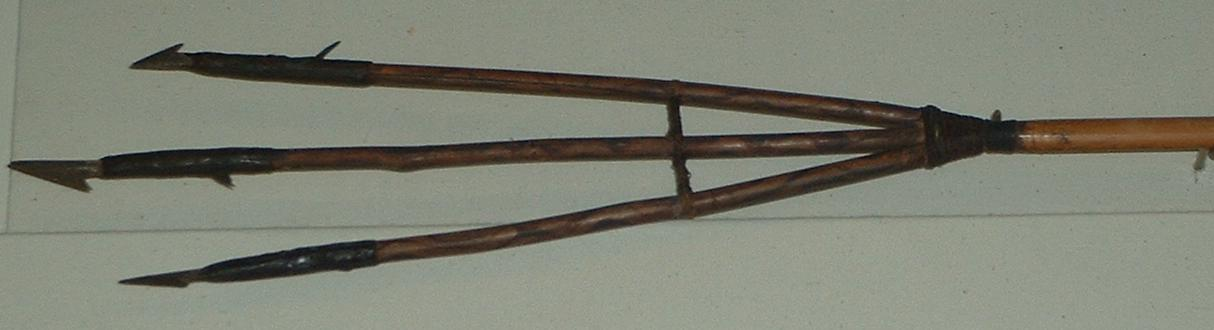
Рыболовная стрела из Гайаны

Также в музейных коллекциях имеются стрелы-остроги из разных частей мира, предназначенные для стрельбы в рыбу. Эти крупные стрелы могут иметь на более толстом переднем конце вырезанный зазубренный наконечник или иметь такую же вставку из более твёрдого дерева или металла. Для мелкой рыбы их снабжают 2—7 длинными зазубренными деревянными, костяными, роговыми или проволочными железными иглами. Некоторые народы использовали наконечники с несколькими деревянными иглами для охоты на птиц, особенно на мелких. Древнейшие аналоги подобных наконечников не сохранились до нашего времени из-за недолговечности дерева.

### Индейцы Северной Америки
Возможно, переход от копьеметалки к луку в Северной Америке произошёл только около 700 г. н. э., когда, например, на Юго-востоке отмечается появлением маленьких наконечников, так называемых «птичьих наконечников». С середины 1500-х годов стали появляться наконечники из железа, стали и латуни. У ирокезов железные наконечники вошли в обиход в начале XVII в. Сначала они покупали их у голландских колонистов, а позже и сами вырезали из листового железа. 1700-е годы отмечены изготовлением, наряду с каменными, наконечников из бутылочного стекла. 

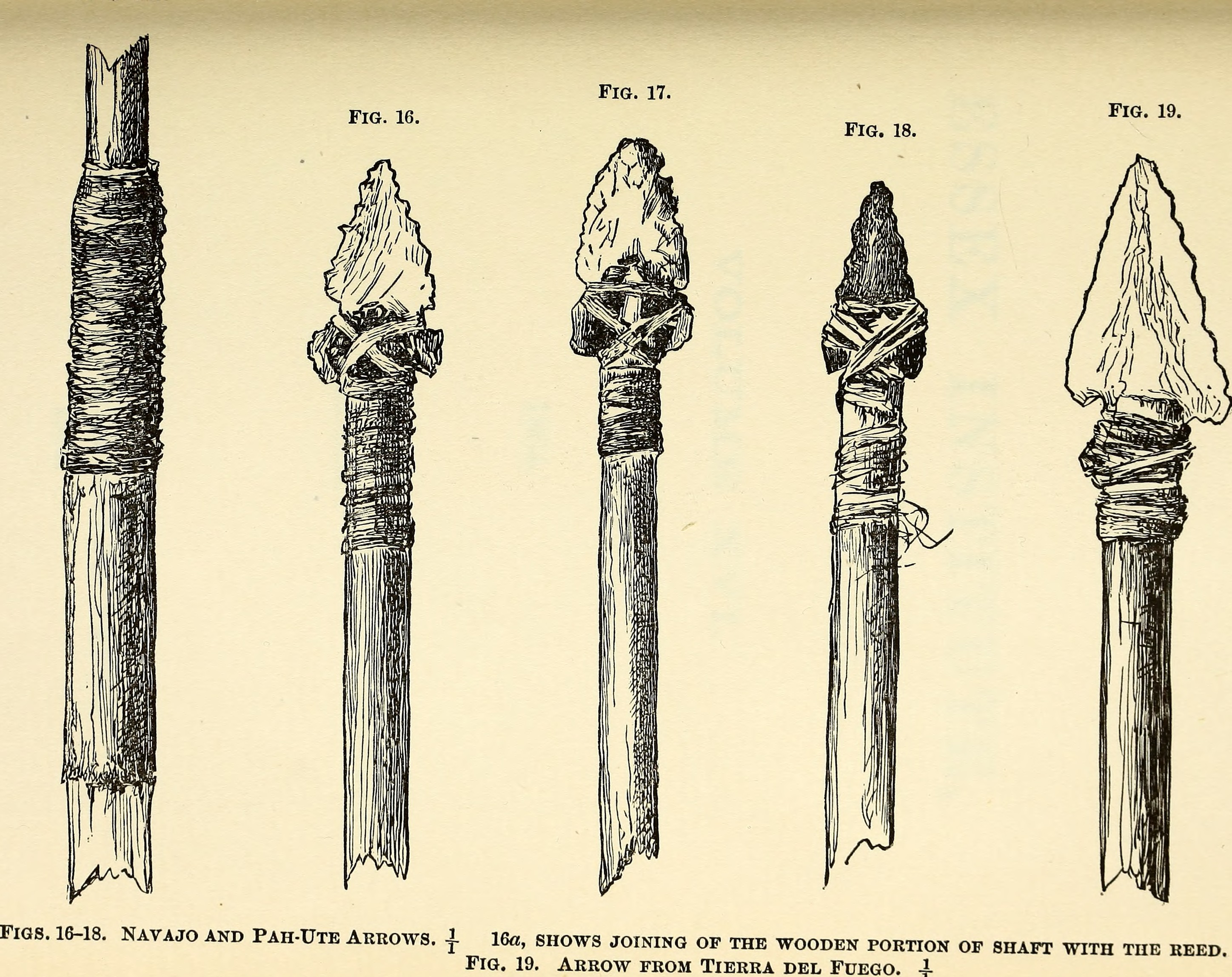
Каменные наконечники навахо, пайютов (1—17) и с Огненной Земли (18)

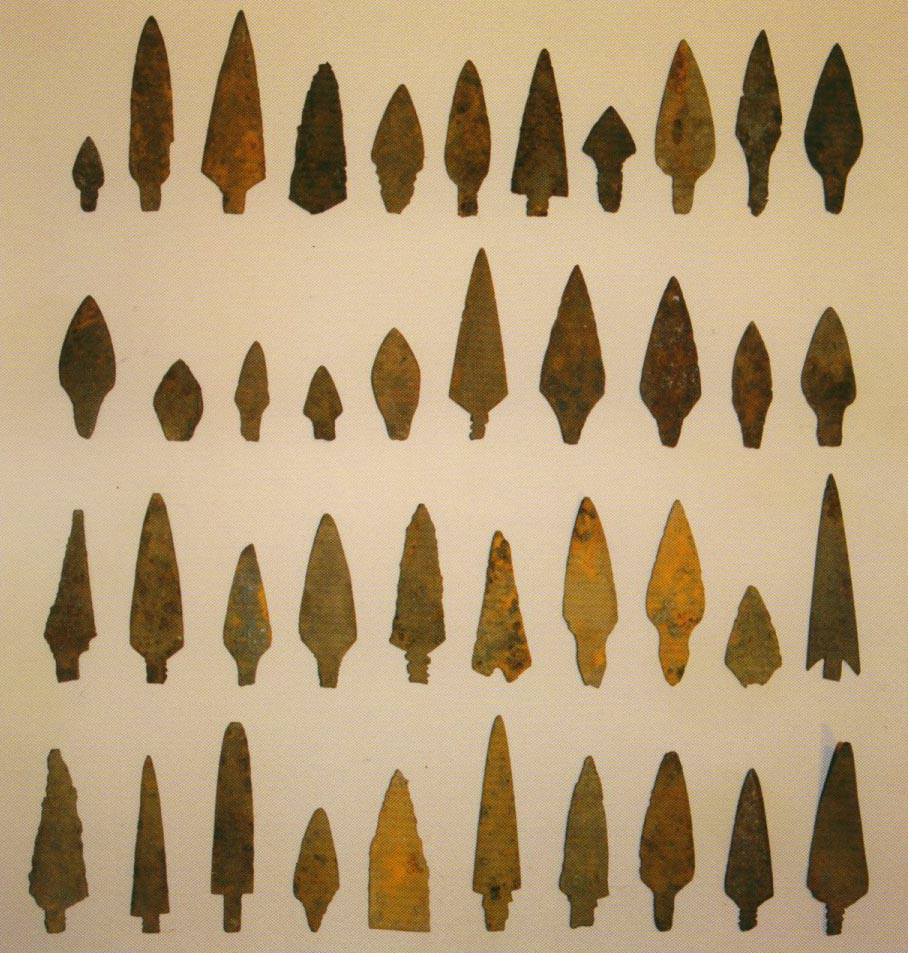
Железные наконечники индейцев Северной Америки XIX века

Индейцы Великих равнин в XIX в. уже не изготовляли каменных наконечников, так как переходили на металлические. Но их использовали, если находили на поверхности земли. Однако на Юго-западе каменные наконечники не были полностью заменены железными и продолжали изготовляться. В это время для охоты применяли также наконечники из кости, оленьего рога, из затвердевшей жилы, деревянные (в том числе и в виде раздвоенного гарпуна — для рыбалки) или просто из заточенной тростинки. При этом у индейцев назначение стрелы определялось в основном именно по наконечникам.
Наконечники из рога оленя часто изготовляли, например, сауки. Для этого рог кипятили в воде до размягчения. Затем строгали ножом, надрезали и отгибали шипы, делали коническое отверстие в пористом основании. На древко наконечник насаживали с помощью клея. После отвердения рога шипы затачивали шершавым камнем. Наконечники из бизоньих жил, которые применяли некоторые племена на равнине, отличаются тем, что не ломаются при ударе в кость.
Деревянные наконечники представляли собой вырезанное на конце стрелы шишкообразное или в виде волчка утолщение, вилообразно расщеплённый конец древка или перпендикулярное древку перекрестие из маленьких палочек на переднем конце. Их применяли для охоты на птиц, мелких животных и для отгона собак. Для стрельбы по мишени также применялись тупые стрелы.
При использовании тростника для стрел — в основном индейцами Юго-запада (навахо, апачи) и Калифорнии — применялась удлинённая вставка из твёрдого дерева на переднем конце. Она могла просто затачиваться на остриё или иметь зарубку для каменного или металлического наконечника.
Наконечниками из листового железа индейцев снабжали европейские торговцы и кузнецы. Индейцы и сами выделывали их, используя для этого кольца от бочек или днища сковородок. Использовалось даже железо из женских корсетов. Большинство железных наконечников было плоским, хотя применялись и в виде конуса, свёрнутого из листового металла. Были известны также с приклёпанной к основанию втулкой. Охотничьи наконечники имели скошенные заточенные плечики, что облегчало извлечение стрелы. Плечики же военных обрезались перпендикулярно оси или были шиповатыми. Охотничьи наконечники к тому же прочно закреплялись на древке с помощью клея и обмотки, а военные крепились слабо и оставались в ране при попытке вытащить стрелу. Размеры железных наконечников варьировали от 2 до 3 и более дюймов. Самые маленькие (часто шиповатые) были длиной в 1 дюйм и меньше.
Немногие племена использовали отравленные стрелы. Применялись яд гремучей змеи, отвары растений и шкурок грызунов, смесь из толчёных муравьёв и селезёнки животного, которую ставили гнить на солнце. Но чаще всего, видимо, имело место просто инфицирование от ржавчины и засохшего на наконечнике вещества. По обычаю, в некоторых племенах (апачи, команчи) не использовали второй раз стрелу, которой был убит человек, из-за человеческой крови на наконечнике.
Команчи и некоторые другие племена располагали охотничьи наконечники на древке в одной плоскости с зарубкой для тетивы, что соответствует вертикальному расположению рёбер у животных. Военные же наконечники вставляли горизонтально. Хотя особого смысла в этом нет, так как стрела всё равно как-то вращается в полёте.

## Современные наконечники

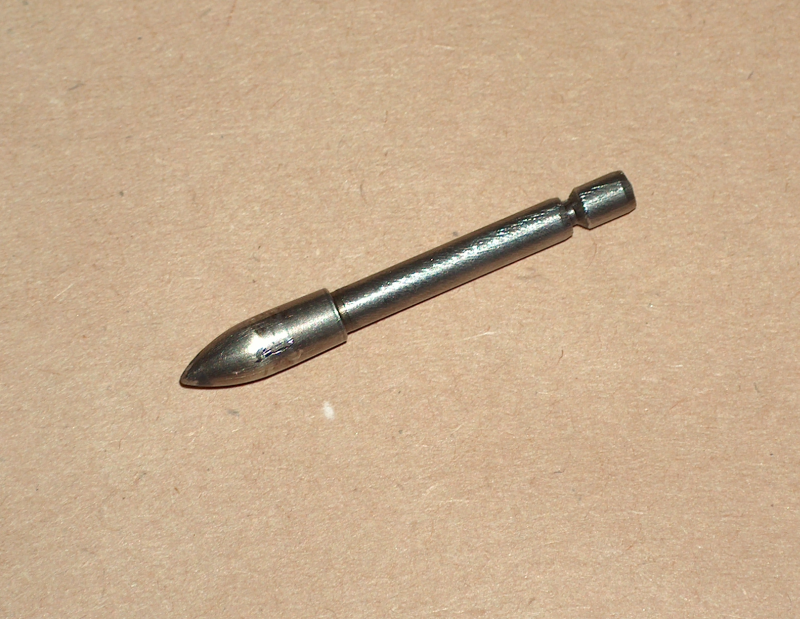
Спортивный наконечник с инсертом

### Спортивные наконечники
Спортивные и тренировочные наконечники должны обеспечить стреле наименьшее сопротивление в полёте, быть наименее зависимыми от ветра и иметь не очень большую проникающую способность, чтобы легко извлекаться из мишени. Поэтому они имеют оживальную, конусную, в виде двойного конуса или закругленную форму бойка. Выпускаются и свистящие наконечники, имеющие в передней части сквозное отверстие.
Для деревянных стрел используются втульчатые наконечники в виде колпачков. Трубочные древки снаряжаются наконечниками, имеющими черешок из трубки меньшего диаметра, завальцованный в боёк. Такой хвостовик также усиливает передний конец древка. Спортивные наконечники закрепляется на древке с помощью расплавленного шеллака. Чтобы его сменить, нагревают переднюю часть трубки.

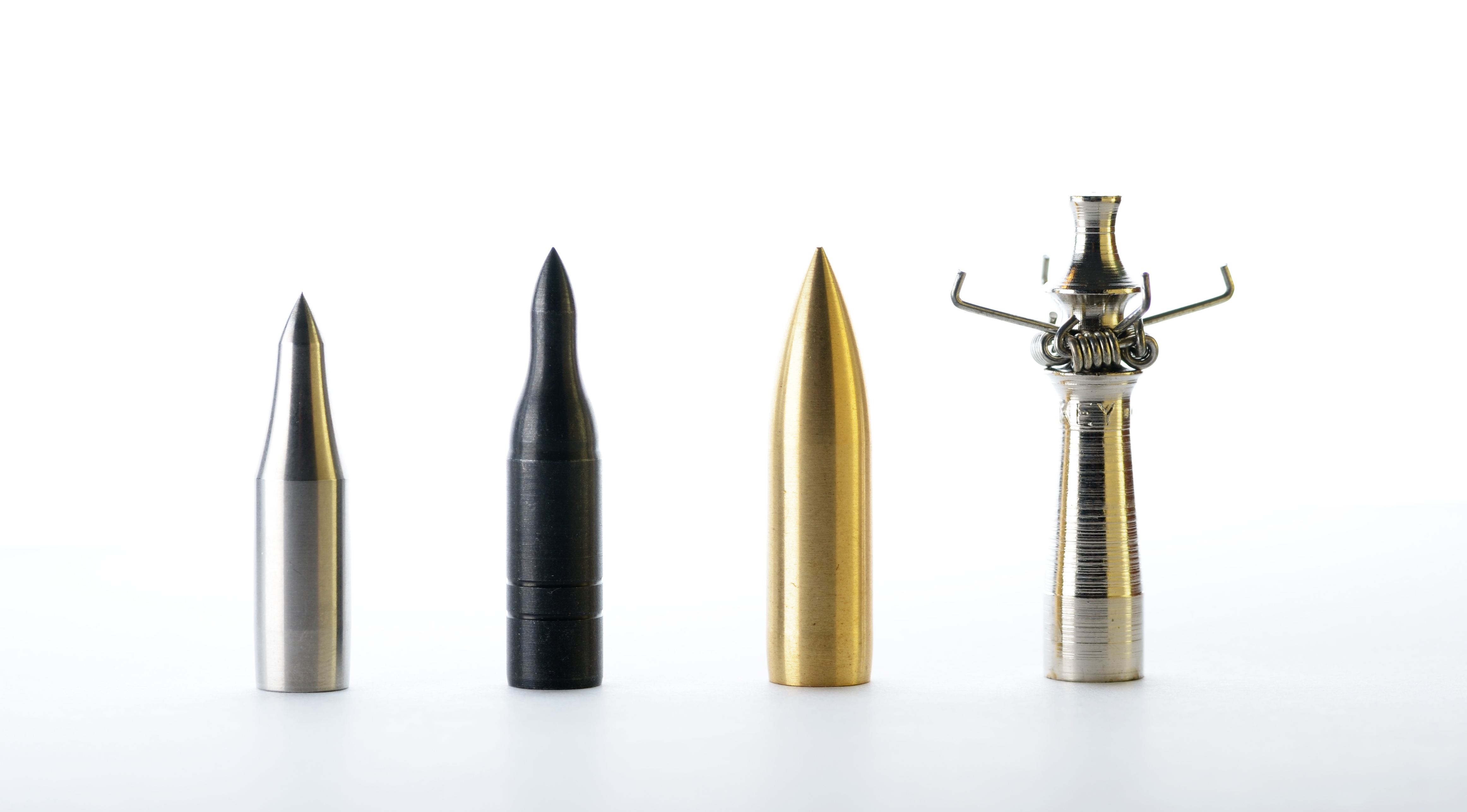
Спортивно-тренировочные наконечники и шокер

Также стандартным способом крепления спортивно-тренировочных наконечников является резьбовое соединение. Для этого на хвостовике наконечника имеется резьба. А ввинчивается он в инсерт (англ. insert — вкладыш) — алюминиевый или пластиковый переходник с внутренней резьбой, вклеиваемый в трубочное древко. Они бывают двух видов. Одни помещаются полностью в древке, а другие наполовину выступают из него. Последние лучше центруют наконечник, но при этом удлиняют стрелу. Для соединения наконечника с резьбой с деревянным древком применяется адаптор, то есть специальный переходник. Но необходимо знать, что стрела с резьбовым соединением наконечника может приравниваться к холодному оружию.
Снаряжать спортивные стрелы желательно наконечниками одного веса. Вообще же существующие веса их кратны 10 гранам.

### Охотничьи наконечники

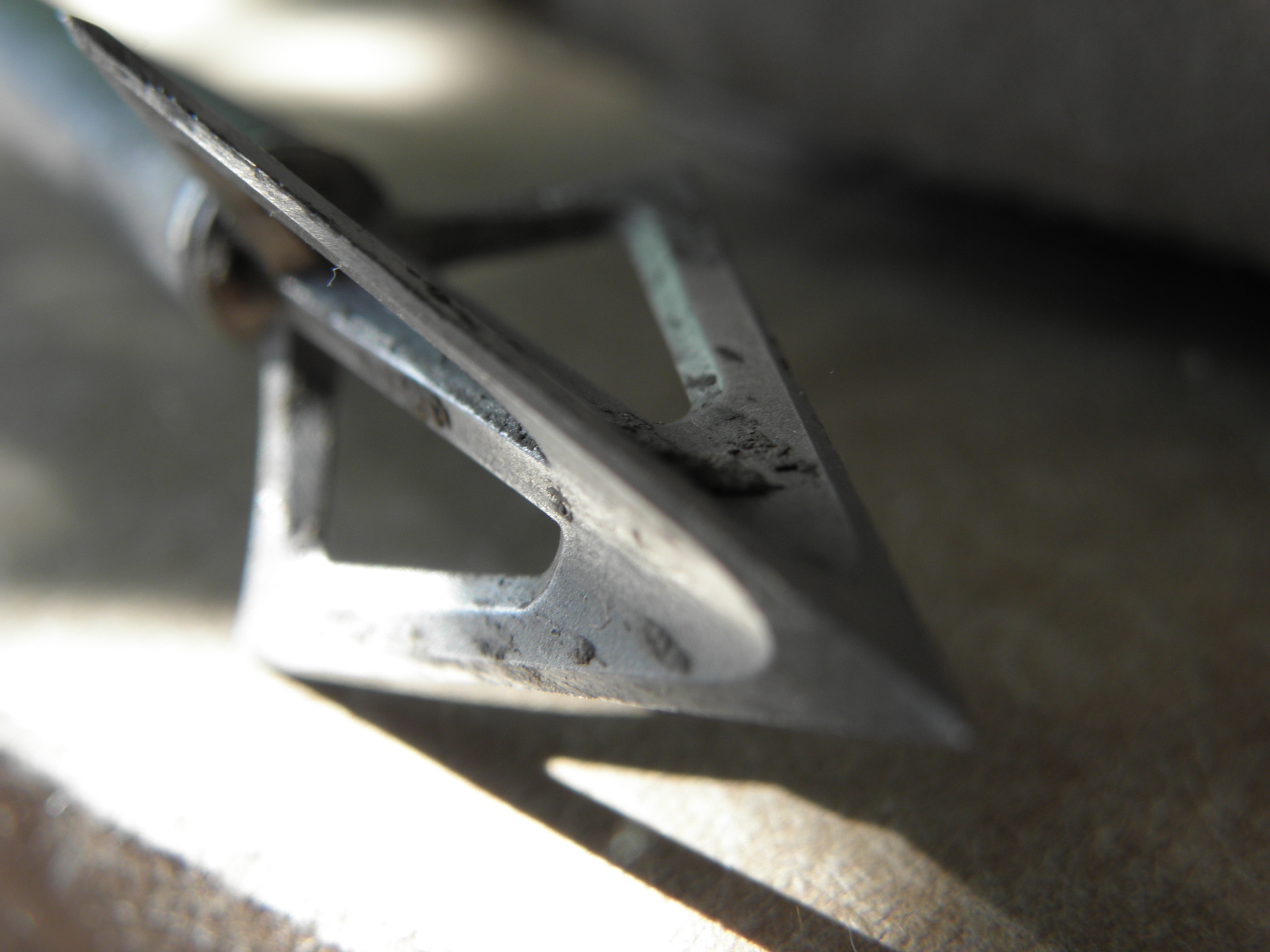
Трёхлезвийный охотничий наконечник

Нижеприведённые сведения являются чисто познавательными и не должны восприниматься как призыв к применению на практике.
Массу охотничьих наконечников определяют в гранах (1 грн = 0,0648 г). Существуют наконечники в 90, 100, 125, 145 гран.
Наконечники бывают 2-, 3-, 4-, 5- и 6-лезвийные. Лезвия могут быть фиксированные, сменные и самораскрывающиеся (механические). Последняя категория, кроме маленькой плоской или гранёной головки, снабжена 2, 3 или 4 выдвигающимися длинными шипами. У последнего вида шипы распределены попарно с двух сторон, что должно наносить особенно широкую рану. До попадания в цель шипы находятся в сложенном положении, концами вперёд, поэтому некоторые такие наконечники не уступают спортивным по обтекаемости. Иногда крупные лопастные наконечники снабжаются вставками свободного вращения, что, по замыслу, должно уменьшить боковой снос от ветра и облегчить обход кости. Отдельную категорию составляют шокеры — тупые наконечники с раздвигающимися после попадания в цель проволочными шипами. Современные охотничьи наконечники имеют резьбовое соединение с древком. Причём некоторые инсерты для них оснащены виброгасителями.
Наиболее эффективными и универсальными являются плоские 2-лезвийные наконечники. Они имеют наибольшую проникающую способность — часто пронзают зверя насквозь и наиболее эффективны при попадании в кость. Их менее других сносит ветер. 3-лезвийные имеют уже большую парусность, а 4-лезвийные сносит довольно сильно. Наконечники со сменными лезвиями — хрупки, особенно при попадании в кость. Но сложные наконечники иногда разрушаются даже при попадании в мягкие ткани. Многолезвийные и самораскрывающиеся наконечники рассчитаны на нанесение наиболее широкой, травмирующей органы и сильно кровоточащей раны. Но в реальности они могут проигрывать в эффективности простым 2-лезвийным хорошо заточенным наконечникам из закалённой и отпущенной стали.
Механические наконечники — на дичь до 150 кг. Для зверя в 100—250 кг подходит наконечник весом 100—125 гран с фиксированными лезвиями.
Шокеры предназначены для охоты на мелких зверей и птицу. Кроме того, для охоты на мелкую дичь существует тупая стрела с поперечными проволочными лепестками. Для рыбной ловли предназначен наконечник, имеющий на месте жалец проволочные пружинные усы.